# Hamas
O Hamas (em árabe: حماس, translit. Ḥamās; lit. "zelo", "força" ou "bravura"), oficialmente conhecido como Movimento de Resistência Islâmica (em árabe: حركة المقاومة الإسلامية, translit. Ḥarakat al-Muqāwamah al-ʾIslāmiyyah) é uma organização política e militar palestina de orientação sunita islâmica, que governa a Faixa de Gaza (parte dos territórios palestinos atualmente submetida a bloqueio aéreo, terrestre a marítimo por Israel). Com sede na Cidade de Gaza, o Hamas também tem presença na Cisjordânia, o maior dos dois territórios palestinos, onde seu rival secular, o Fatah, exerce controle.
Em 1987, após o início da Primeira Intifada contra Israel, o Hamas foi fundado pelo imã e ativista palestino Ahmed Yassin. Ele surgiu a partir de um grupo chamado Mujama al-Islamiya (Centro Islâmico), estabelecido em Gaza em 1973 como uma instituição de caridade islâmica associada à Irmandade Muçulmana baseada no Egito. Ao longo dos anos, o Hamas se envolveu cada vez mais no conflito israelense-palestino; no final da década de 1990, foi contra as Cartas de Reconhecimento mútuo Israel-Palestina da Organização para a Libertação da Palestina, bem como os Acordos de paz de Oslo, nos quais o Fatah renunciou "ao uso de terrorismo e outros atos de violência" e reconheceu Israel em busca de uma solução de dois estados. O Hamas continuou a advogar pela resistência armada palestina. Em 2006, venceu as eleições legislativas palestinas, obtendo maioria no Conselho Legislativo Palestino. Posteriormente assumiu o controle da Faixa de Gaza após uma guerra civil com o Fatah em 2007. Desde então, tem governado Gaza como um estado autocrático de fato e de partido único. O cisma entre Hamas e a Autoridade Palestina (controlada pelo Fatah) tem contribuído para a confusão legal e repetidos adiamentos das eleições. Apesar de tudo, o Hamas desfruta de crescente popularidade na sociedade palestina, por suas posições decididamente antissionistas e anti-israelenses.
Embora historicamente buscasse criar um estado único em todo o mandato da Palestina, o Hamas passou a concordar com as fronteiras de 1967 nos acordos assinados com o Fatah em 2005, 2006 e 2007. Em 2017, o Hamas lançou seu Documento Geral de Princípios e Políticas, onde declara apoiar um estado palestino transitório dentro das fronteiras de 1967, mas sem reconhecer Israel. Muitos autores acreditam que as repetidas ofertas de trégua do Hamas, com duração de 10 a 100 anos e baseadas nas fronteiras de 1967, indicam que o grupo estaria de acordo com a ideia de uma solução de dois estados, enquanto outros afirmam que o Hamas mantém um objetivo de longo prazo de estabelecer um estado único no antigo mandato da Palestina. Embora a Carta do Hamas de 1988 tenha sido amplamente descrita como antissemita, o Documento Geral, de 2017, removeu a linguagem antissemita e afirmou que a luta do Hamas era contra os sionistas, não contra os judeus.
Sob os princípios ideológicos do islamismo, o Hamas promove o nacionalismo palestino em um contexto islâmico; seguindo uma política de jihad (luta armada) contra Israel. A organização possui uma ala de serviços sociais, Dawah e uma ala militar, as Brigadas Izz ad-Din al-Qassam. Desde meados da década de 1990, o Hamas ganhou ampla popularidade dentro da sociedade palestina por sua posição anti-israelense. Por diversas vezes, atacou civis em Israel, inclusive mediante atentados suicidas e lançamentos indiscriminados de foguetes. Estes atos levaram muitos países a designar o Hamas como uma organização terrorista. Em 2018, os Estados Unidos tentaram passar, sem êxito,  na Assembleia Geral da ONU, uma moção de condenação do Hamas por "repetidamente disparar foguetes em direção a Israel e por incitar violência, colocando civis em risco", bem como por construir infraestrutura militar em Gaza, "incluindo túneis para infiltrar-se em Israel e equipamento para lançar foguetes contra áreas civis".
Atualmente, a Faixa de Gaza é governada pelo Hamas e encontra-se sob bloqueio por terra, mar e ar, imposto por Israel e pelo Egito. Ao longo do tempo, Israel empreendeu uma série de guerras contra Gaza, em 2008-09, 2012, 2014 e 2021, além de vários bombardeios aéreos israelenses de menor duração, em resposta ao lançamento de foguetes contra Israel. Na guerra de 2023, o Hamas lançou a Operação Al-Aqsa Flood, na qual seus combatentes romperam a barreira de Gaza, atacaram povoações e bases militares israelenses e levaram civis e militares como reféns para Gaza. O ataque foi descrito como o maior revés dos militares israelenses desde a guerra de 1973. Em resposta, Israel bombardeou a área densamente povoada de Gaza (13 000/km2), atingindo inúmeros alvos civis, com a intenção declarada de eliminar o Hamas da face da Terra". O Parlamento Europeu aprovou uma resolução afirmando a necessidade de eliminar o Hamas; o presidente dos EUA, Joe Biden, expressou a mesma opinião.

## Etimologia
Hamas é um acrônimo da frase árabe حركة المقاومة الإسلامية ou Ḥarakah al-Muqāwamah al-ʾIslāmiyyah, que significa "Movimento de Resistência Islâmica". Este acrônimo, HMS, foi posteriormente alterado no Pacto do Hamas pela palavra árabe ḥamās (حماس), que literalmente significa "zelo", "força" ou "bravura". A consoante inicial não é o /h/ comum em palavras em inglês (como house), mas um som ligeiramente mais áspero, a fricativa faríngea surda /ħ/.

## História

### Origens
Quando Israel ocupou os territórios palestinos em 1967, os membros da Irmandade Muçulmana não participaram ativamente da resistência, preferindo concentrar-se em reformas sociais, religiosas e na restauração dos valores islâmicos. Essa perspectiva mudou no início da década de 1980, quando as organizações islâmicas tornaram-se mais envolvidas nas questões políticas palestinas. A força motriz por trás dessa transformação foi o xeique Ahmed Yassin, um refugiado palestino de Al-Jura. De origens humildes e tetraplégico, ele se empenhou para se tornar um dos líderes da Irmandade Muçulmana em Gaza. Seu carisma e convicção lhe trouxeram um grupo leal de seguidores, dos quais ele, como tetraplégico, dependia para tudo, desde alimentá-lo até transportá-lo para eventos, para comunicar sua estratégia ao público. Em 1973, Yassin fundou a organização de caridade social-religiosa al-Mujama al-Islamiya ("Centro Islâmico"), em Gaza, como um desdobramento da Irmandade Muçulmana.
Ao longo das décadas de 1970 e 1980, as autoridades israelenses mostraram indiferença em relação a al-Mujama al-Islamiya, que consideravam ser movido por uma causa religiosa e menos politicamente militante contra Israel do que o Fatah e a Organização para a Libertação da Palestina. Muitos também acreditavam que os conflitos entre organizações islâmicas e a OLP, laica, levariam ao enfraquecimento desta última, o que favoreceria Israel. Assim, o governo israelense não interveio em conflitos entre a OLP e forças islâmicas.
Membros do governo israelense discordam sobre o quanto a indiferença governamental (ou até mesmo apoio) a essas disputas contribuiu para o aumento do islamismo na Palestina. Alguns, como Arieh Spitzen, argumentam que "mesmo que Israel tivesse tentado deter os islamistas mais cedo, é duvidoso que pudesse ter feito muito para conter o Islã político, um movimento que se espalhava pelo mundo muçulmano". Outros atribuem o crescimento do grupo a patrocinadores estatais, incluindo o Irã. Mas há também aqueles, como o encarregado de assuntos religiosos de Israel em Gaza, Avner Cohen, que ainda lamentam o "enorme, estúpido erro" cometido por Israel no final dos anos 1970, e acreditam que a indiferença à situação alimentou o aumento do islamismo e concluem: "Hamas, para meu grande desgosto, é uma criação de Israel".
Em 1984, Yassin foi preso depois que os israelenses descobriram que seu grupo estava reunindo armas, mas foi libertado em maio de 1985 como parte de uma troca de prisioneiros. Ele continuou a expandir o alcance de sua organização de caridade em Gaza. Após sua libertação, ele estabeleceu o al-Majd (um acrônimo para Munazamat al-Jihad wa al-Da'wa), liderado pelo ex-líder estudantil Yahya Sinwar e Rawhi Mushtaha, encarregado de lidar com a segurança interna e caçar informantes locais dos serviços de inteligência israelenses. Ao mesmo tempo, Yassin ordenou ao ex-líder estudantil Salah Shehade que estabelecesse o al-Mujahidun al-Filastiniun (Lutadores Palestinos), mas seus militantes foram rapidamente detidos pelas autoridades israelenses e tiveram suas armas confiscadas.
A ideia do Hamas começou a tomar forma em 10 de dezembro de 1987, quando vários membros da Irmandade Muçulmana se reuniram no dia seguinte a um incidente em que um caminhão do exército israelense colidiu com um carro em um posto de controle em Gaza, matando 4 trabalhadores palestinos. Eles se encontraram na casa de Yassin e decidiram que também precisavam reagir de alguma forma à medida que os tumultos e protesto desencadearam a Primeira Intifada. Um panfleto emitido em 14 de dezembro, pedindo resistência, é considerado sua primeira intervenção pública, embora o nome Hamas em si não tenha sido usado até janeiro de 1988. Yassin não estava diretamente ligado à organização, mas deu sua bênção a ela. Em uma reunião com a Irmandade Muçulmana jordaniana em fevereiro de 1988, está também deu sua aprovação. Para muitos palestinos, isso significava se envolver de forma mais autêntica com suas expectativas nacionais, já que o manifesto fornecia uma versão islâmica dos objetivos originais da OLP, a luta armada para libertar toda a Palestina, em vez do compromisso territorial tímido ao qual a OLP havia concordado - um pequeno fragmento do Mandato Britânico da Palestina.
Criar o Hamas como uma entidade distinta da Irmandade Muçulmana foi uma questão de praticidade; a Irmandade Muçulmana recusou-se a envolver-se em violência contra Israel, e sem participar da intifada, os islamistas da Irmandade temiam perder o apoio para seus rivais, a Jihad Islâmica Palestina e a OLP. Eles também esperavam que, mantendo suas atividades militantes separadas, Israel não interferisse em seu trabalho social.
Em agosto de 1988, o Hamas publicou a Carta do Hamas, na qual se definiu como uma parte da Irmandade Muçulmana na Palestina e expressou seu desejo de estabelecer "um estado islâmico em toda a Palestina".

### A Primeira Intifada
O primeiro ataque do Hamas contra Israel ocorreu na primavera de 1989, quando o grupo sequestrou e matou Avi Sasportas e Ilan Saadon, dois soldados israelenses. Na época, Shehade e Sinwar estavam cumprindo pena em prisões israelenses e o Hamas havia criado um novo grupo, a Unidade 101, liderada por Mahmoud al-Mabhouh, cujo objetivo era sequestrar soldados. A descoberta do corpo de Sasportas desencadeou, nas palavras de Jean-Pierre Filiu, "uma resposta israelense extremamente violenta": centenas de líderes e ativistas do Hamas, incluindo Yassin, que foi condenado à prisão perpétua, foram presos e o Hamas foi proibido. Essa detenção em massa de ativistas, juntamente com uma nova onda de prisões em 1990, desmantelou o Hamas que devastado, foi forçado a se adaptar; seu sistema de comando foi regionalizado para tornar sua estrutura operacional mais difusa e minimizar as chances de ser detectado.
Após o massacre de al-Aqsa em outubro de 1990, no qual fiéis muçulmanos tentaram impedir extremistas judeus de colocar uma pedra fundamental para o Terceiro Templo no Monte do Templo e a polícia israelense usou munição real contra palestinos no complexo de al-Aqsa, matando 17 pessoas, o Hamas intensificou sua campanha de sequestros. O Hamas declarou todo soldado israelense como alvo e convocou uma "jihad contra o inimigo sionista em todos os lugares, em todas as frentes e por todos os meios".
No verão de 1991 ou 1992, o Hamas reorganizou suas unidades do al-Majd e al-Mujahidun al-Filastiniun em uma ala militar chamada Brigadas Izz ad-Din al-Qassam, liderada por Yahya Ayyash. O nome vem do líder nacionalista palestino militante xeique Izz ad-Din al-Qassam, que lutou contra os britânicos e cuja morte em 1935 desencadeou a Revolta Árabe na Palestina de 1936 a 1939. Embora seus membros às vezes se referissem a si mesmos como "Estudantes de Ayyash", "Estudantes do Engenheiro" ou "Unidades de Yahya Ayyash".
Yahya Ayyash, um graduado em engenharia da Universidade de Birzeit, era um habilidoso fabricante de bombas e melhorou significativamente a capacidade de ataque do Hamas, o que lhe rendeu o apelido de al-Muhandis ("o Engenheiro"). Acredita-se que ele foi uma das principais forças por trás do uso de atentados suicidas pelo Hamas, argumentando que "pagamos um preço alto quando só usávamos estilingues e pedras. Precisamos exercer mais pressão, tornar o custo da ocupação muito mais caro em vidas humanas, muito mais insuportável". Até sua morte, causada por um assassinato do Shin Bet em 1996, quase todas as bombas usadas em missões suicidas foram construídas por ele.
Em dezembro de 1992, Israel respondeu ao assassinato de um policial de fronteira exilando 415 membros do Hamas e da Jihad Islâmica para o sul do Líbano, que na época estava ocupado por Israel. Lá, o Hamas estabeleceu contatos com o Hezbollah, com palestinos que viviam em campos de refugiados e aprendeu a construir bombas suicidas e para carros. Israel acompanhou as deportações impondo um toque de recolher de duas semanas na Faixa de Gaza, causando um déficit de receita diário de US$ 1 810 000 para sua economia. Os deportados foram autorizados a retornar nove meses depois. A deportação provocou condenação internacional e uma resolução unânime do Conselho de Segurança da ONU condenando a ação. Em retaliação pela deportação, o Hamas ordenou dois atentados com carros-bomba.
O primeiro atentado suicida do Hamas ocorreu em um acesso a cidade de Mehola, na Cisjordânia, em abril de 1993, usando um carro estacionado entre dois ônibus que transportavam soldados. Além do próprio autor do atentado, a explosão matou um palestino que trabalhava em um assentamento próximo. O projeto da bomba tinha falhas, mas o Hamas logo aprenderia a fabricar bombas mais letais.
Nos primeiros anos da Intifada, a violência do Hamas era restrita aos palestinos, colaboradores de Israel e indivíduos que ele definia como "desviantes morais", ou seja, traficantes de drogas e prostitutas conhecidas por terem ligações com redes criminosas israelenses ou por se envolverem em comportamentos impróprios, como seduzir mulheres em salões de cabeleireiro com álcool, comportamento que o Hamas considerava incentivado por agentes israelenses. Os líderes do Hamas comparavam a eliminação dos colaboradores ao que a resistência francesa fez com os colaboradores nazistas durante a Segunda Guerra Mundial. Somente em 1992, eles executaram mais de 150 pessoas. Na mídia ocidental, isso foi relatado como uma "típica luta intercomunitária" entre árabes.
As ações do Hamas na Primeira Intifada aumentaram sua popularidade. Em 1989, menos de três por cento dos palestinos em Gaza apoiavam o Hamas. Em outubro de 1993, esse número aumentou para 13%, ainda aquém dos 45% de apoio que o Fatah desfrutava entre os palestinos nos territórios ocupados.

### Os anos após o Acordo de Oslo

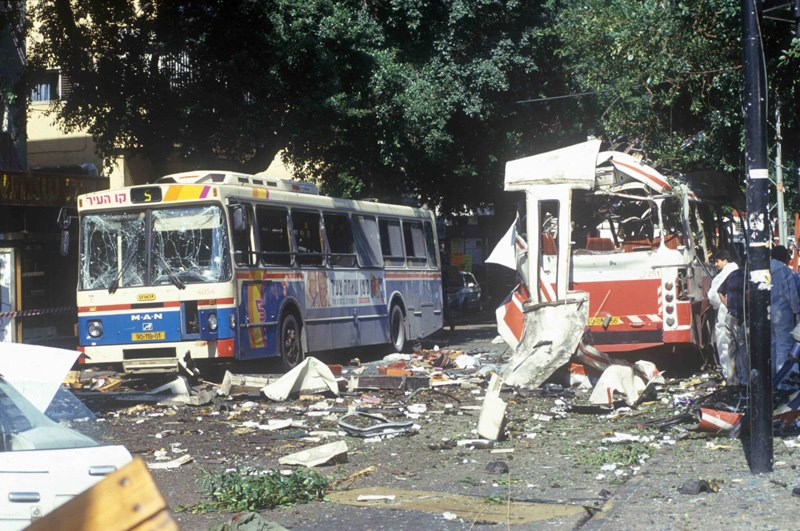
Momentos após o atentado a bomba no ônibus da Rua Dizengoff em Tel Aviv, ocorrido em 1994.

Em fevereiro de 1994, Baruch Goldstein, um colonizador judeu vestido com uniforme militar, assassinou 29 muçulmanos durante as orações na Mesquita de Ibrahimi em Hebron, na Cisjordânia, durante o mês do Ramadã. Outros 19 palestinos foram mortos pelas forças israelenses nos tumultos que se seguiram. O primeiro-ministro israelense Yitzhak Rabin condenou o massacre, mas temendo um confronto com a violenta comunidade de colonos em Hebron, ele se recusou a retirá-los. O Hamas jurou vingar as mortes e anunciou que, se Israel não fizesse distinção entre "combatentes e civis", seria "forçado... a tratar os sionistas da mesma maneira. Tratar igual com igual é um princípio universal".
O massacre de Hebron teve um profundo efeito na militância do Hamas. Durante seus primeiros sete anos, o Hamas atacava apenas o que considerava "alvos militares legítimos", ou seja, soldados israelenses e instalações militares. No entanto, após o massacre, o grupo sentiu que não precisava mais fazer distinção entre alvos militares e civis. O líder da Irmandade Muçulmana na Cisjordânia, xeique Ahmed Haj Ali, mais tarde argumentou que "se não fosse pelo massacre de 1994 na Mesquita de Ibrahimi, não haveria ataques suicidas". Al-Rantisi, em uma entrevista em 1998, afirmou que os ataques suicidas "começaram após o massacre cometido pelo terrorista Baruch Goldstein e se intensificaram após o assassinato de Yahya Ayyash" (1966-1996). Musa Abu Marzouk atribuiu a escalada aos israelenses: "Éramos contra-atacar civis... Após o massacre de Hebron, decidimos que era hora de atacar os civis de Israel... nós oferecemos parar se Israel fizesse o mesmo, mas eles rejeitaram essa oferta".
De acordo com Matti Steinberg, ex-conselheiro do Shin Bet e um dos principais especialistas de Israel sobre o Hamas, o massacre encerrou um debate interno dentro do Hamas sobre a utilidade da violência indiscriminada: "Nos escritos do Hamas, há uma proibição explícita contra causar danos indiscriminados a pessoas indefesas. O massacre na mesquita os libertou dessa proibição e introduziu uma dimensão de medida por medida, baseada em citações do Alcorão."
Em 6 de abril, um terrorista suicida explodiu seu carro em um ponto de ônibus lotado em Afula, matando oito israelenses e ferindo 34. Uma semana depois, um palestino se detonou em um ônibus em Hadera, matando mais cinco israelenses e deixando 30 feridos. O Hamas reivindicou a responsabilidade por ambos os ataques. Os ataques podem ter sido planejados para interromper as negociações entre Israel e a OLP sobre a implementação do Acordo de Oslo. Em outubro de 1994, uma bomba em um ônibus no centro de Tel Aviv matou 22 pessoas e feriu outras 45.
Em dezembro de 1995, o Hamas prometeu à Autoridade Palestina (AP) cessar as operações militares. No entanto, isso não aconteceu, pois o Shin Bet assassinou Ayyash, o líder de 29 anos das Brigadas al-Qassam, em 5 de janeiro de 1996, usando um celular preparado com uma armadilha dada a Ayyash por seu tio, que trabalhava como informante. Cerca de 100 000 habitantes da Faixa de Gaza, aproximadamente 11% da população total, participaram de seu funeral. O Hamas retomou sua campanha de ataques suicidas, que havia estado inativa por boa parte de 1995, em retaliação ao assassinato.
Em setembro de 1997, o Primeiro-Ministro de Israel, Benjamin Netanyahu, ordenou o assassinato do líder do Hamas, Khaled Mashal, que vivia na Jordânia. Dois agentes do Mossad entraram na Jordânia com passaportes falsos do Canadá e atacaram Mashal, envenenando-o com um composto químico em uma rua de Amã. Após o ataque, eles foram capturados e o Rei Hussein ameaçou julgar os agentes a menos que Israel fornecesse a Mashal um antídoto e libertasse Yassin. Israel concordou, o antídoto salvou a vida de Mashal, e Yassin foi devolvido à Faixa de Gaza, onde recebeu uma recepção de herói, com faixas o chamando de "o xeique da Intifada". A libertação temporária de Yassin aumentou temporariamente a popularidade do Hamas e em uma coletiva de imprensa, Yassin declarou: "Não haverá interrupção das operações armadas até o fim da ocupação... nós buscamos a paz. Amamos a paz. E pedimos a eles [os israelenses] para manter a paz conosco e nos ajudar a restaurar nossos direitos através da paz1".
Embora os ataques suicidas das Brigadas al-Qassam e de outros grupos tenham violado os acordos de Oslo de 1993 (que o Hamas se opunha), Arafat relutava em perseguir os agressores e talvez não tivesse meios adequados para fazê-lo.
Enquanto os palestinos estavam acostumados à ideia de que seus jovens estavam dispostos a morrer pela luta, a ideia de que eles se explodiriam com explosivos amarrados aos corpos era um desenvolvimento novo e pouco apoiado. Uma pesquisa realizada em 1996, após a onda de atentados suicidas realizados pelo Hamas em retaliação ao assassinato de Ayyash por Israel, mostrou que a maioria, 70%, era contra essa tática, e 59% pediam que Arafat tomasse medidas para evitar mais ataques. No cenário político, o Hamas continuava muito atrás de seu rival Fatah; 41% confiavam em Arafat em 1996, mas apenas 3% confiavam em Yassin.
Em 1999, o Hamas foi banido na Jordânia, supostamente em parte a pedido dos Estados Unidos, Israel e da Autoridade Palestina. O Rei Abdullah da Jordânia temia que as atividades do Hamas e de seus aliados jordanianos colocassem em risco as negociações de paz entre a Autoridade Palestina e Israel, e acusou o Hamas de envolver-se em atividades ilegítimas dentro da Jordânia. Em meados de setembro de 1999, as autoridades prenderam os líderes do Hamas, Khaled Mashal e Ibrahim Ghosheh, quando retornaram de uma visita ao Irã, acusando-os de serem membros de uma organização ilegal, armazenar armas, conduzir exercícios militares e usar a Jordânia como base de treinamento. Os líderes do Hamas negaram as acusações. Mashal foi exilado e momentaneamente se estabeleceu em Damasco, na Síria, em 2001. Como resultado da guerra civil na Síria, ele se distanciou do regime de Bashar al-Assad em 2012 e mudou-se para o Catar.

### Segunda Intifada
Durante a Segunda Intifada, também conhecida como Al-Aqsa, ao contrário do levante anterior, começou de forma violenta, com manifestações em massa e táticas letais de contra-insurgência por parte de Israel. Antes dos incidentes em torno da visita de Ariel Sharon ao Monte do Templo, o apoio palestino à violência contra os israelenses e ao Hamas era de 52% e 10%, respectivamente. Em julho do ano seguinte, após quase um ano de conflito intenso, pesquisas indicaram que 86% dos palestinos endossavam a violência contra os israelenses, e o apoio ao Hamas havia aumentado para 17%.
As Brigadas al-Qassam foram um dos muitos grupos militantes que realizaram ataques militares e atentados suicidas contra alvos civis e militares israelenses durante esse período. Nos anos seguintes, quase 5 000 palestinos e mais de 1 100 israelenses foram mortos. Embora tenha havido um grande número de ataques palestinos contra israelenses, a forma mais eficaz de violência dos palestinos foram os ataques suicidas; nos primeiros cinco anos da intifada, um pouco mais da metade de todas as mortes israelenses foram vítimas de ataques suicidas. O Hamas foi responsável por cerca de 40% dos 135 ataques suicidas nesse período.
Independentemente das circunstâncias imediatas que desencadearam o levante, uma causa mais geral, segundo o professor estadunidense de ciência política Jeremy Pressman, foi "o descontentamento popular palestino [que] cresceu durante o processo de paz de Oslo porque a realidade no terreno não correspondia às expectativas criadas pelos acordos de paz". O Hamas se beneficiaria desse crescente descontentamento nas eleições legislativas da Autoridade Palestina em 2006.
De acordo com Tristan Dunning, Israel nunca respondeu às ofertas repetidas do Hamas ao longo dos anos para um moratório de ataques contra civis. Israel participou de vários períodos de calma (tadi'a) e propôs diversos cessar-fogos. Em janeiro de 2004, o líder do Hamas, Ahmed Yassin, antes de seu assassinato, afirmou que o grupo encerraria a resistência armada contra Israel por um hudna de 10 anos, em troca de um estado palestino na Cisjordânia, Faixa de Gaza e Jerusalém Oriental, e que a restauração dos "direitos históricos" dos palestinos (relacionados à expulsão e fuga dos palestinos em 1948) "seria deixada para as gerações futuras". Suas opiniões foram rapidamente ecoadas pelo alto funcionário do Hamas, Abdel Aziz al-Rantissi, que acrescentou que o Hamas imaginava uma "libertação faseada". A resposta de Israel foi assassinar Yassin em março, em um ataque aéreo israelense direcionado, e depois al-Rantisi em um ataque semelhante em abril.

### As eleições legislativas de 2006

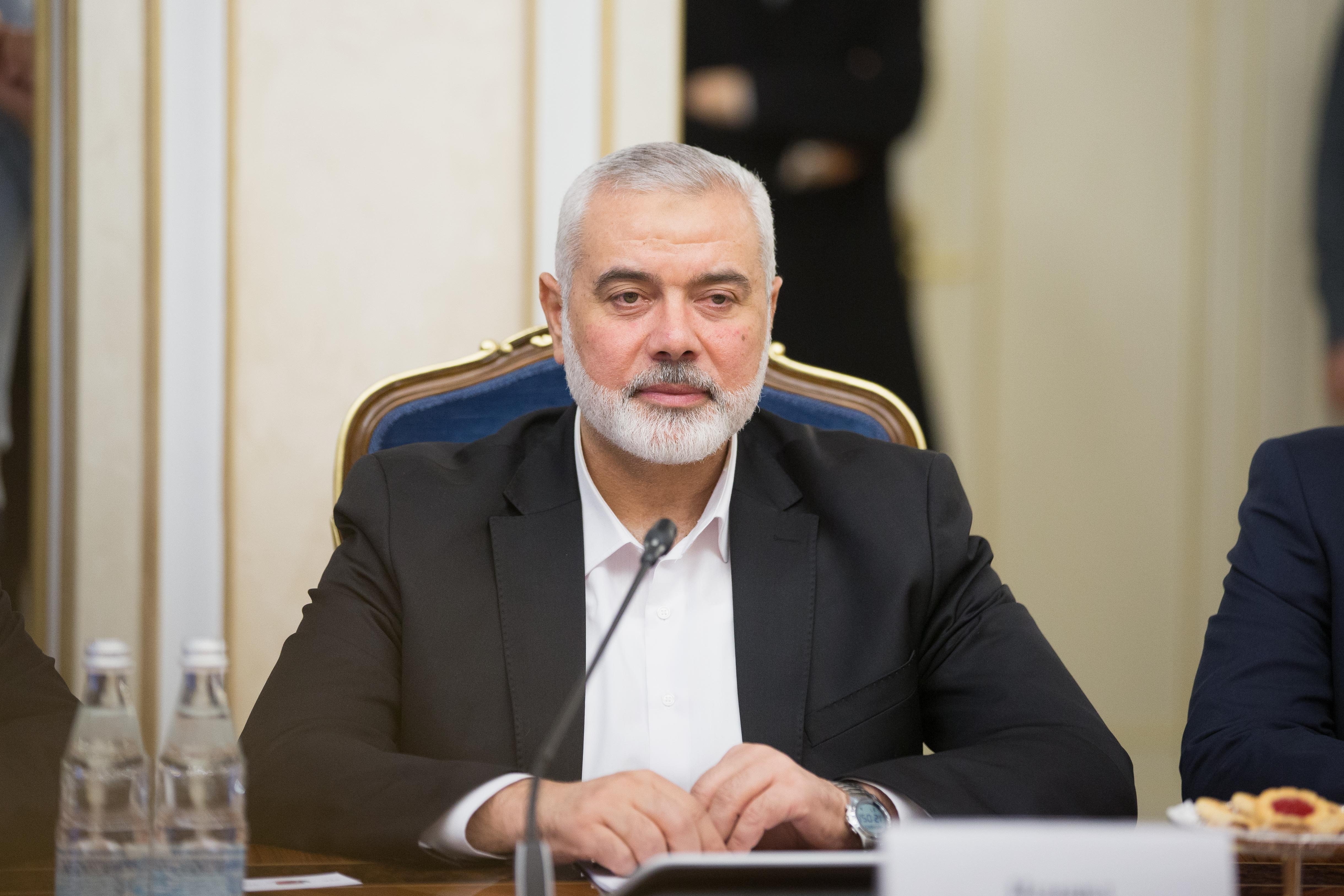
Ismail Haniyeh tornou-se o primeiro-ministro da Autoridade Nacional Palestina em 2006.

Ismail Haniyeh tornou-se primeiro-ministro da Autoridade Nacional Palestina em 2006. O Hamas boicotou as eleições gerais palestinas de 1996 e as eleições presidenciais palestinas de 2005, mas decidiu participar das eleições legislativas palestinas de 2006, as primeiras a ocorrer após a morte de Yasser Arafat. A União Europeia teve um papel importante na proposta de realização de eleições democráticas nos territórios. No período que antecedeu o dia da votação, a então secretária de estado dos Estados Unidos, Condoleezza Rice, a ministra das Relações Exteriores de Israel, Tzipi Livni e o primeiro-ministro britânico Tony Blair expressaram reservas sobre permitir que o Hamas participasse do processo democrático. O Hamas concorreu com a promessa de um governo transparente, uma reforma completa do sistema administrativo corrupto e o combate à crescente falta de lei. A Autoridade Palestina, notoriamente marcada pela corrupção, escolheu Marwan Barghouti como seu principal candidato, que estava cumprindo cinco sentenças de prisão perpétua em Israel. Os Estados Unidos doaram dois milhões de dólares para melhorar a imagem midiática da Autoridade Palestina. Israel também ajudou a Autoridade Palestina, permitindo que Barghouti fosse entrevistado na prisão por televisões árabes e permitindo que 100 000 palestinos em Jerusalém Oriental votassem.
A eleição ocorreu pouco depois de Israel ter evacuado seus assentamentos em Gaza. A evacuação, realizada sem consultar o Fatah, deu respaldo à visão do Hamas de que a resistência havia compelido Israel a deixar Gaza. Em um comunicado, o Hamas retratou isso como uma validação de sua estratégia de resistência armada ("Quatro anos de resistência superaram 10 anos de negociações") e Muhammed Deif atribuiu "a Libertação de Gaza" ao "amor ao martírio" de seus militantes.
O Hamas, desejando exibir seu poder por meio de um plebiscito em vez de violência, anunciou que se absteria de ataques contra Israel se este também cessasse seus ataques contra cidades e vilarejos palestinos. Seu manifesto eleitoral abandonou a agenda islâmica, falava de soberania para os territórios palestinos, incluindo Jerusalém (um endosso implícito à solução de dois estados), sem abrir mão de suas reivindicações sobre toda a Palestina. Mencionava a "resistência armada" duas vezes e afirmava no artigo 3.6 que era um direito resistir ao "terrorismo da ocupação". Um cristão palestino estava na lista de candidatos do Hamas.
O Hamas ganhou 76 assentos, excluindo quatro conquistados por independentes que apoiavam o Hamas, enquanto o Fatah obteve apenas 43. Observadores internacionais julgaram as eleições como "competitivas e genuinamente democráticas". A União Europeia afirmou que essas eleições foram conduzidas melhor do que algumas eleições em países membros da união e prometeu manter seu apoio financeiro. Egito, Arábia Saudita, Catar e Emirados Árabes insistiram os Estados Unidos a dar uma chance ao Hamas, argumentando que era inapropriado punir os palestinos por sua escolha, uma posição também apoiada pela Liga Árabe um mês depois. A promessa da União Europeia foi rapidamente abandonada; três meses depois, violando seus princípios fundamentais em relação a eleições livres, a UE suspendeu abruptamente a assistência financeira ao governo liderado pelo Hamas, seguindo o exemplo dos Estados Unidos e do Canadá. Em vez disso, decidiu canalizar fundos diretamente para pessoas e projetos e pagar salários apenas aos membros do Fatah, empregados ou não.
O Hamas assumiu a administração da Faixa de Gaza após sua vitória eleitoral e introduziu mudanças radicais. Herdou uma situação caótica de falta de lei, devido às sanções econômicas impostas por Israel e pelos Estados Unidos, que haviam prejudicado os recursos administrativos da Autoridade Palestina. Isso levou ao surgimento de numerosas gangues estilo máfia e células terroristas modeladas segundo a Al Qaeda. Daniel Byman, escrevendo na Foreign Affairs, posteriormente afirmou:
Após assumir a Faixa de Gaza, o Hamas reestruturou a polícia e as forças de segurança, reduzindo o número de membros de 50 000 (pelo menos no papel) sob o comando do Fatah para forças menores e mais eficientes, com pouco mais de 10 000 membros. Essas forças então reprimiram o crime e as gangues. Grupos armados não portavam mais armas abertamente ou roubavam impunemente. As pessoas pagavam seus impostos e contas de eletricidade, e em troca as autoridades recolhiam o lixo e colocavam os criminosos na prisão. Gaza, negligenciada sob o controle egípcio e depois israelense, e mal administrada pelos líderes palestinos Yaser Arafat e seus sucessores, finalmente tinha um governo real.
No início de fevereiro de 2006, o Hamas ofereceu a Israel uma trégua de dez anos "em troca de uma retirada completa de Israel dos territórios palestinos ocupados: a Cisjordânia, a Faixa de Gaza e Jerusalém Oriental", e o reconhecimento dos direitos palestinos, incluindo o "direito de retorno". Mashal acrescentou que o Hamas não estava pedindo um fim definitivo às operações armadas contra Israel, e não impediria outros grupos palestinos de realizar tais operações.
Após a eleição, o Quarteto para o Oriente Médio (Estados Unidos, Rússia, União Europeia e Nações Unidas) afirmou que a assistência à Autoridade Palestina só continuaria se o Hamas renunciasse à violência, reconhecesse Israel e aceitasse os acordos israelense-palestinos anteriores, o que o Hamas se recusou a fazer. O Quarteto então impôs um congelamento em toda ajuda internacional aos territórios palestinos. Em 2006, após a eleição em Gaza, o líder do Hamas enviou uma carta endereçada a George W. Bush, na qual, entre outras coisas, declarava que o Hamas aceitaria um estado nas fronteiras de 1967, incluindo uma trégua. No entanto, a administração Bush não respondeu.

### Conflito Hamas-Fatah

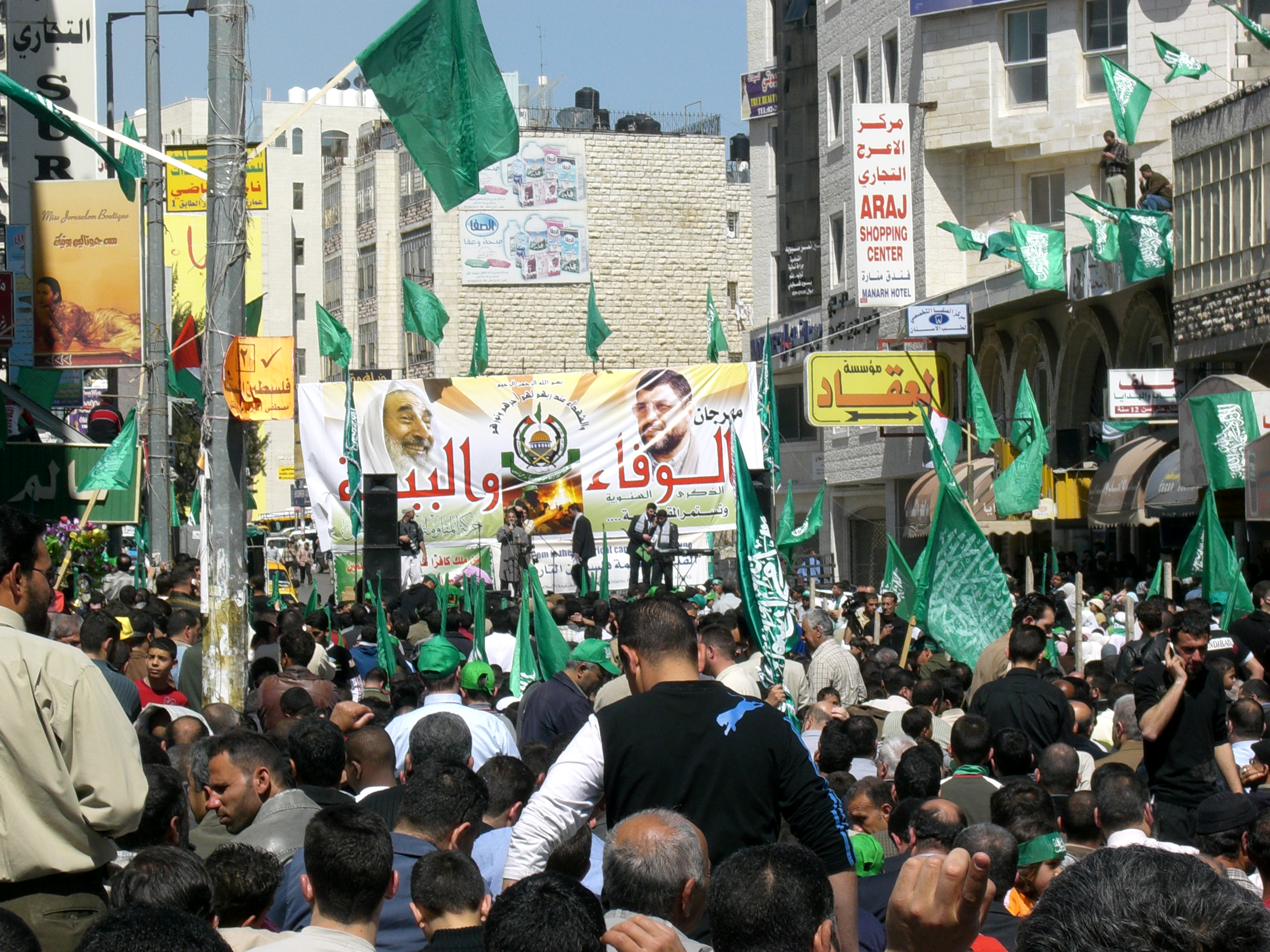
Manifestação a favor de Yasin e Rantisi em um evento de campanha eleitoral do Hamas em Ramallah

Após a formação do gabinete liderado pelo Hamas em 20 de março de 2006, as tensões entre militantes do Fatah e do Hamas aumentaram progressivamente na Faixa de Gaza, já que comandantes do Fatah se recusaram a obedecer às ordens do governo, enquanto a Autoridade Palestina iniciou uma campanha de manifestações, assassinatos e sequestros contra o Hamas, o que levou o Hamas a retaliar. A inteligência israelense alertou Mahmoud Abbas que o Hamas planejava matá-lo em seu escritório em Gaza. Segundo uma fonte palestina próxima a Abbas, o Hamas considera o presidente Abbas como um obstáculo para seu controle total sobre a Autoridade Palestina e decidiu matá-lo. Em uma declaração à Al Jazeera, o líder do Hamas, Mohammed Nazzal, acusou Abbas de ser cúmplice do cerco e isolamento do governo liderado pelo Hamas.
Em 9 de junho de 2006, durante uma operação de artilharia israelense, ocorreu uma explosão em uma movimentada praia de Gaza, matando oito civis palestinos. Acreditava-se que os bombardeios israelenses eram responsáveis pelas mortes, mas autoridades do governo israelense negaram. No dia seguinte, em 10 de junho, o Hamas retirou formalmente seu cessar-fogo de 16 meses, assumindo a responsabilidade pelos subsequentes ataques com foguetes Qassam lançados de Gaza contra Israel.
Em 25 de junho, dois soldados israelenses foram mortos e outro, Gilad Shalit, foi capturado após uma incursão das Brigadas Izz ad-Din al-Qassam, dos Comitês de Resistência Popular e do Exército do Islã. Em resposta, o exército israelense lançou a Operação Chuvas de Verão três dias depois, para garantir a libertação do soldado sequestrado, prendendo 64 autoridades do Hamas, incluindo 8 ministros do gabinete da Autoridade Palestina e até 20 membros do Conselho Legislativo Palestino. As prisões, juntamente com outros eventos, efetivamente impediram o funcionamento do legislativo dominado pelo Hamas durante a maior parte de seu mandato. Shalit foi mantido em cativeiro até 2011, quando foi libertado em troca de 1 027 prisioneiros palestinos. Desde então, o Hamas continuou construindo uma rede de túneis internos e transfronteiriços, que são usados para armazenar e implantar armas, proteger militantes e facilitar ataques. Destruir os túneis foi um dos principais objetivos das forças israelenses no conflito Israel-Gaza de 2014.
Em fevereiro de 2007, negociações patrocinadas pela Arábia Saudita levaram ao Acordo de Meca entre o Hamas e o Fatah para formar um governo de unidade, assinado por Mahmoud Abbas em nome do Fatah e Khaled Mashal em nome do Hamas. O novo governo foi chamado para alcançar os objetivos nacionais palestinos aprovados pelo Conselho Nacional Palestino, as cláusulas da Lei Básica e o Documento de Reconciliação Nacional (o "Documento dos Prisioneiros"), bem como as decisões da cúpula árabe.
Em março de 2007, o Conselho Legislativo Palestino estabeleceu um governo de unidade nacional, com 83 representantes votando a favor e três contra. Ministros do governo foram empossados por Mahmoud Abbas, o presidente da Autoridade Palestina, em uma cerimônia realizada simultaneamente em Gaza e Ramallah. Em junho daquele ano, recomeçaram os confrontos entre o Hamas e o Fatah. Em um comentário vazado do Major General Yadlin para o Embaixador Americano Richard H Jones (em 12 de junho de 2007), Yadlin enfatizou a vitória eleitoral do Hamas e que uma eventual retirada do Fatah de Gaza seria vantajosa para os interesses de Israel, uma vez que a realocação da OLP para a Cisjordânia permitiria a Israel tratar a Faixa de Gaza e o Hamas como um país hostil. No decorrer da Batalha de Gaza em junho de 2007, o Hamas aproveitou o colapso quase total das forças da Autoridade Palestina em Gaza para assumir o controle de Gaza, expulsando os funcionários do Fatah. O presidente Mahmoud Abbas então demitiu o governo da Autoridade Palestina liderado pelo Hamas e proibiu a milícia do Hamas. Pelo menos 600 palestinos morreram nos confrontos entre o Hamas e o Fatah. A Human Rights Watch, um grupo com sede nos EUA, acusou ambos os lados no conflito de tortura e crimes de guerra.

A Human Rights Watch estima que várias centenas de habitantes de Gaza foram "aleijados" e torturados nos desdobramentos da Guerra de Gaza. 73 homens de Gaza acusados de "colaboração" tiveram seus braços e pernas quebrados por "perpetradores não identificados", e 18 palestinos acusados de colaborar com Israel, que escaparam do principal complexo prisional de Gaza após um bombardeio de Israel, foram executados por autoridades de segurança do Hamas nos primeiros dias do conflito. As forças de segurança do Hamas atacaram centenas de funcionários do Fatah que apoiavam Israel. A Human Rights Watch entrevistou uma dessas pessoas:
"Havia oito de nós sentados lá. Todos éramos do Fatah. Então, três militantes mascarados entraram. Eles estavam vestidos com uniformes militares de camuflagem marrom; todos estavam armados. Eles apontaram suas armas para nós, nos insultaram e começaram a nos bater com barras de ferro, incluindo um menino de 10 anos que foi atingido no rosto. Eles disseram que éramos 'colaboradores' e 'infiéis'. Eles me bateram com barras de ferro e coronhas de armas por 15 minutos. Eles gritavam: 'Você está feliz que Israel está nos bombardeando!' até que as pessoas saíram de suas casas, e eles se retiraram."
Em março de 2012, Mahmoud Abbas afirmou que não havia diferenças políticas entre o Hamas e o Fatah, pois haviam chegado a um acordo sobre uma plataforma política conjunta e sobre uma trégua com Israel. Comentando sobre as relações com o Hamas, Abbas revelou em uma entrevista à Al Jazeera que "acordamos que o período de calma seria não apenas na Faixa de Gaza, mas também na Cisjordânia", acrescentando que "também concordamos com uma resistência popular pacífica [contra Israel], o estabelecimento de um estado palestino ao longo das fronteiras de 1967 e que as negociações de paz continuariam se Israel interrompesse a construção de assentamentos e aceitasse nossas condições". O progresso das negociações entre os dois grupos foi interrompido até um novo acordo em abril de 2014 para formar um governo de unidade, com eleições a serem realizadas no final de 2014. Essas eleições não ocorreram e, após um novo acordo, foi acertado que a próxima eleição geral palestina ocorreria até o final de março de 2021, mas também não aconteceu.

### Guerra em Gaza de 2008-2009

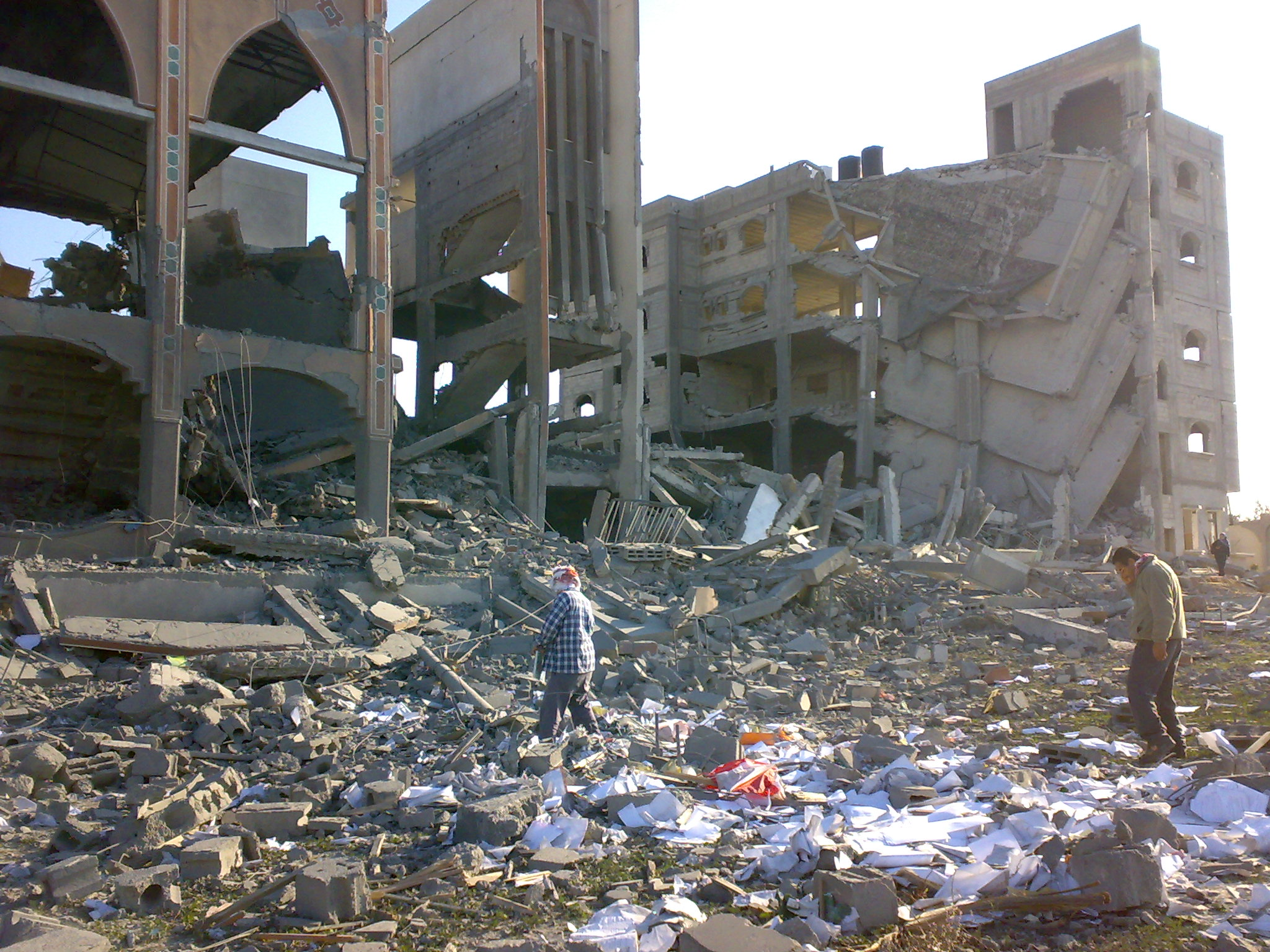
Edifício destruído em Rafah, 12 de janeiro de 2009

Em 17 de junho de 2008, mediadores egípcios anunciaram que um cessar-fogo informal tinha sido acordado entre o Hamas e Israel. O Hamas concordou em interromper os ataques com foguetes contra Israel, enquanto Israel concordou em permitir o transporte comercial limitado através de sua fronteira com Gaza, desde que não houvesse quebra do acordo de paz provisório. O Hamas também indicou que discutiria a libertação de Gilad Shalit. Fontes israelenses afirmam que o Hamas também se comprometeu a fazer cumprir o cessar-fogo com as outras organizações palestinas. Mesmo antes do acordo de cessar-fogo, alguns no lado israelense não estavam otimistas quanto ao cumprimento dele. O chefe do Shin Bet, Yuval Diskin, afirmou em maio de 2008 que uma incursão terrestre em Gaza era inevitável e seria mais eficaz para conter o contrabando de armas e pressionar o Hamas a renunciar ao poder.
Enquanto o Hamas era cuidadoso em manter o cessar-fogo, a trégua era esporadicamente violada por outros grupos, às vezes desafiando o próprio Hamas. Em 24 de junho, por exemplo, a Jihad Islâmica lançou foguetes na cidade israelense de Sderot; Israel chamou o ataque de uma grave violação do cessar-fogo informal e fechou suas passagens de fronteira com Gaza. Em 4 de novembro de 2008, as forças israelenses, numa tentativa de deter a construção de um túnel, mataram seis militantes do Hamas numa incursão dentro da Faixa de Gaza. O Hamas respondeu retomando os ataques com foguetes, totalizando 190 foguetes em novembro, de acordo com as forças militares de Israel.
Com o fim oficial da trégua de seis meses em 19 de dezembro, o Hamas lançou de 50 a 70 foguetes e morteiros em direção a Israel nos três dias seguintes, embora nenhum israelense tenha sido ferido. Em 21 de dezembro, o Hamas afirmou estar pronto para interromper os ataques e renovar a trégua se Israel cessasse sua "agressão" em Gaza e abrisse suas passagens de fronteira.
Em 27 e 28 de dezembro, Israel lançou a Operação Chumbo Fundido contra o Hamas. O presidente egípcio Hosni Mubarak disse: "Nós avisamos repetidamente o Hamas que rejeitar a trégua levaria Israel a uma agressão contra Gaza." De acordo com autoridades palestinas, mais de 280 pessoas foram mortas e 600 ficaram feridas nos dois primeiros dias de ataques aéreos. A maioria eram policiais do Hamas e agentes de segurança, embora muitos civis também tenham morrido. Segundo Israel, foram atingidos campos de treinamento de militantes, instalações de fabricação de foguetes e depósitos de armas que haviam sido previamente identificados. Posteriormente, eles atacaram equipes de lançamento de foguetes e morteiros que dispararam cerca de 180 foguetes e morteiros contra comunidades israelenses. O chefe da polícia de Gaza, Tawfiq Jabber, o chefe do Serviço de Segurança Geral, Salah Abu Shrakh, a autoridade religiosa sênior e oficial de segurança, Nizar Rayyan, e o Ministro do Interior Said Seyam estavam entre os mortos durante os combates. Embora Israel tenha enviado milhares de mensagens de texto pedindo aos residentes de Gaza que deixassem as casas onde as armas poderiam estar armazenadas, numa tentativa de minimizar as vítimas civis, alguns residentes reclamaram que não tinham para onde ir porque muitos bairros haviam recebido a mesma mensagem. Bombas israelenses caíram perto de estruturas civis, como escolas, os residentes alegaram que Israel estava visando deliberadamente civis palestinos.
Israel declarou um cessar-fogo unilateral em 17 de janeiro de 2009. O Hamas respondeu no dia seguinte anunciando um cessar-fogo de uma semana para dar tempo a Israel para retirar suas forças da Faixa de Gaza. Fontes israelenses, palestinas e de terceiros discordaram sobre o número total de vítimas da guerra em Gaza e sobre o número de vítimas palestinas que eram civis. Em novembro de 2010, um membro sênior do Hamas reconheceu que até 300 combatentes foram mortos e "Além deles, entre 200 e 300 combatentes das Brigadas Al-Qassam e outros 150 membros das forças de segurança foram mártires". Esses novos números reconciliam o total com os números do exército israelense, que inicialmente afirmou que 709 "operativos terroristas" foram mortos.

#### Após a Guerra em Gaza

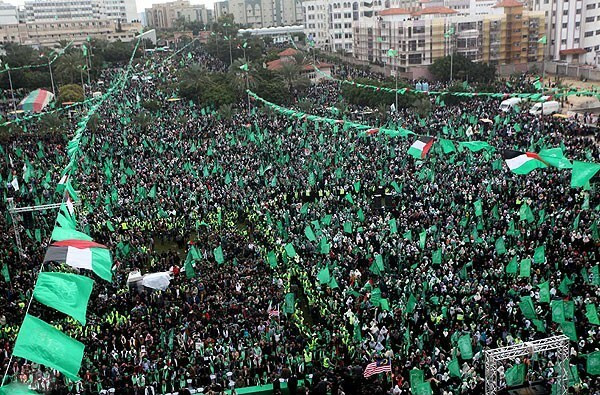
25º aniversário do Hamas celebrado em Gaza, 8 de dezembro de 2012

Em 16 de agosto de 2009, o líder do Hamas, Khaled Mashal, afirmou que a organização está pronta para abrir um diálogo com a administração Obama porque suas políticas são muito melhores do que as do ex-presidente dos EUA, George W. Bush: "Desde que haja uma nova linguagem, nós a acolhemos, mas queremos ver não apenas uma mudança de linguagem, mas também uma mudança de políticas em campo. Nós dissemos que estamos preparados para cooperar com os EUA ou qualquer outra entidade internacional que permita aos palestinos se livrarem da ocupação". Apesar disso, um discurso de 30 de agosto de 2009, durante uma visita à Jordânia, no qual Mashal expressou apoio ao direito de retorno palestino, foi interpretado por David Pollock do Instituto Washington para Política no Oriente Médio como um sinal de que "o Hamas agora claramente optou por sair da diplomacia". Em uma entrevista em maio de 2010, Mashal disse que se um estado palestino com real soberania fosse estabelecido sob as condições que ele estabeleceu, nas fronteiras de 1967 com sua capital em Jerusalém e com o direito de retorno, esse seria o fim da resistência palestina e então a natureza de quaisquer laços subsequentes com Israel seria decidida democraticamente pelos palestinos. Em julho de 2009, Khaled Mashal, chefe do bureau político do Hamas, afirmou a disposição do Hamas em cooperar com uma resolução para o conflito árabe-israelense, que incluía um estado palestino com base nas fronteiras de 1967, desde que os refugiados palestinos tivessem o direito de retornar a Israel e que Jerusalém Oriental fosse reconhecida como a capital do novo estado.
Após o início da Guerra Civil Síria em 2011, o Hamas se distanciou do regime do governo sírio e seus membros começaram a deixar o país. Onde antes havia "centenas de funcionários palestinos exilados com seus parentes", esse número diminuiu para "algumas dezenas". Em 2012, o Hamas anunciou publicamente seu apoio à oposição síria. Isso levou a televisão estatal síria a fazer uma "feroz crítica" à liderança do Hamas. Khaled Mashal afirmou que o Hamas foi "forçado a sair" de Damasco devido às suas discordâncias com o regime sírio. No final de outubro, soldados do Exército sírio mataram dois líderes do Hamas no campo de refugiados de Daraa. Em 5 de novembro de 2012, as forças de segurança sírias fecharam todos os escritórios do Hamas no país. Em janeiro de 2013, mais dois membros do Hamas foram encontrados mortos no campo de Husseinieh, na Síria. Ativistas afirmaram que os dois foram presos e executados pelas forças de segurança do estado. Em 2013, foi relatado que a ala militar do Hamas começou a treinar unidades do Exército Livre da Síria. Nesse mesmo ano, após "algumas semanas intensas de diplomacia indireta envolvendo representantes do Hamas, Israel e da Autoridade Palestina", nenhum acordo foi alcançado. Além disso, as negociações de reconciliação intra-palestinas estagnaram e, como resultado, durante a visita de Obama a Israel, o Hamas lançou cinco ataques de foguetes contra Israel. Em novembro, Isra Almodallal foi nomeada a primeira porta-voz do grupo.

### Guerra em Gaza de 2014–2022
Durante a Guerra em Gaza de 2014, Israel lançou a Operação Margem Protetora para conter o aumento dos ataques com foguetes do Hamas em Gaza. O conflito terminou com um cessar-fogo permanente após 7 semanas e mais de 2 200 mortes. De acordo com a UN OCHOA, 64 dos mortos eram soldados israelenses, 7 eram civis em Israel (vítimas de ataques de foguetes) e 2 101 foram mortos em Gaza, dos quais pelo menos 1 460 eram civis. Israel afirma que 1 000 dos mortos eram militantes. Após o conflito, Mahmoud Abbas, presidente da Autoridade Palestina, acusou o Hamas de prolongar desnecessariamente os combates na Faixa de Gaza, contribuindo para o alto número de mortes, de administrar um "governo paralelo" em Gaza e de executar ilegalmente dezenas de palestinos. O Hamas reclamou da lenta entrega de materiais de reconstrução após o conflito e anunciou que estava desviando esses materiais de usos civis para construir mais túneis de infiltração.
Em 2016, o Hamas iniciou a cooperação de segurança com o Egito para reprimir organizações terroristas islâmicas no Sinai, em troca de ajuda econômica.
Em outubro de 2017, Fatah e Hamas assinaram mais um acordo de reconciliação. O acordo parcial aborda questões civis e administrativas envolvendo Gaza e Cisjordânia. Outras questões controversas, como eleições nacionais, reforma da Organização para a Libertação da Palestina (OLP) e possível desmilitarização do Hamas, seriam discutidas na próxima reunião em novembro de 2017, devido a uma nova abordagem passo a passo.
Entre 2018 e 2019, o Hamas participou da "Grande Marcha do Retorno" ao longo da fronteira de Gaza com Israel. Pelo menos 183 palestinos foram mortos.
Em maio de 2021, após a escalada das tensões em Sheikh Jarrah e no complexo da mesquita de al-Aqsa em Jerusalém, Israel e o Hamas entraram em conflito em Gaza mais uma vez. Após onze dias de combates, pelo menos 243 pessoas foram mortas em Gaza e 12 em Israel.

### Guerra Israel-Hamas de 2023

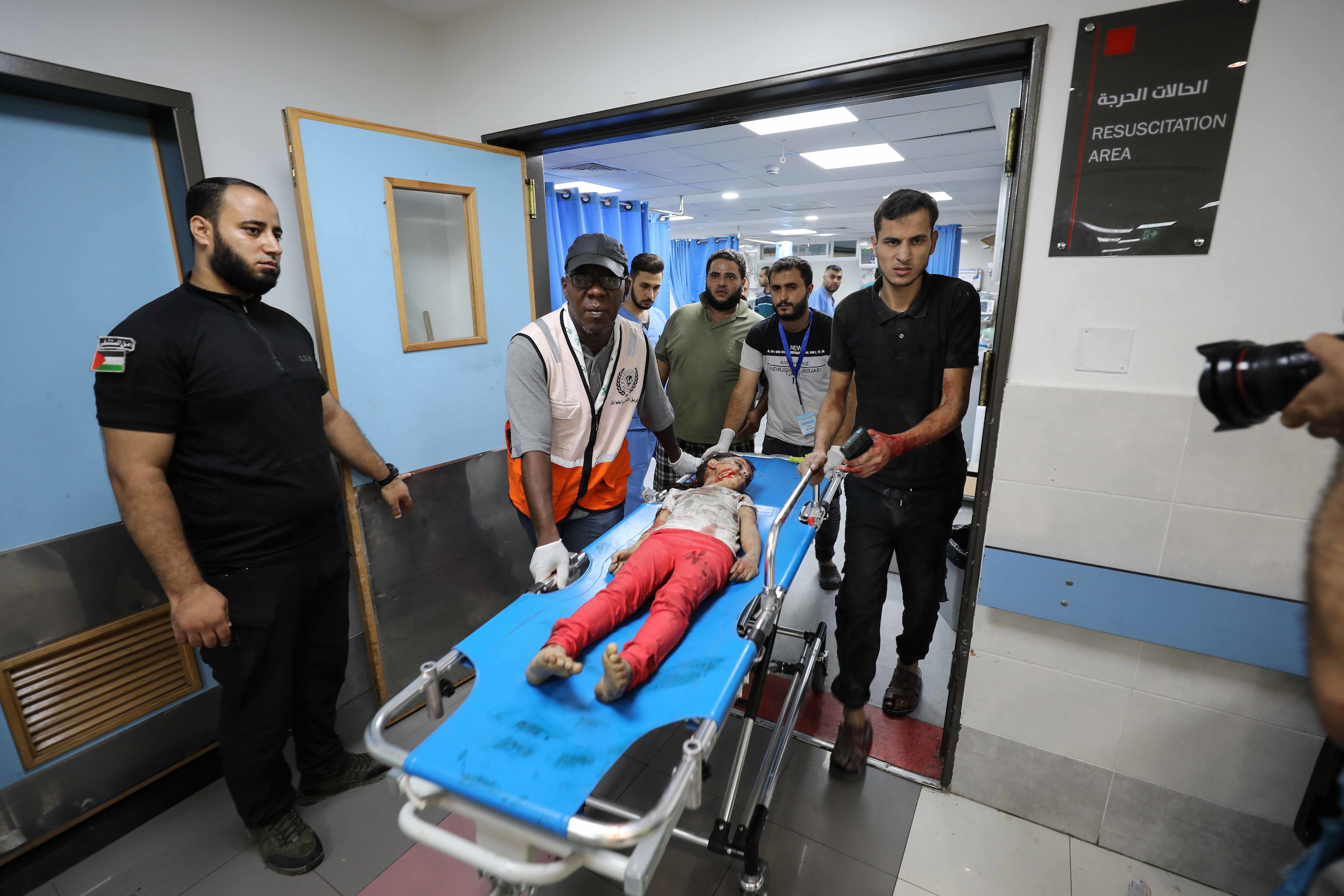
Vítimas civis em Gaza durante a guerra entre Israel e o Hamas, iniciada pelo ataque do Hamas a Israel, em outubro de 2023

Em 7 de outubro de 2023, no início da manhã, o Hamas lançou uma saraivada de foguetes contra cidades e vilarejos israelenses, seguido de uma invasão, rompendo a barreira de Gaza-Israel. Meses antes do ataque, o Hamas vinha levando a inteligência israelense a acreditar que não estava buscando conflito. Os terroristas do Hamas passaram a massacrar centenas de civis israelenses, incluindo kibutzim, vilas e cidades, e centenas de civis que celebravam no festival de música Nova. No total, 1.139 pessoas foram mortas em Israel, tornando este o ataque mais mortal de terroristas desde a fundação de Israel em 1948. Aproximadamente 250 civis e soldados israelenses foram feitos reféns na Faixa de Gaza, incluindo 30 crianças. Grupos internacionais de direitos humanos, pessoal médico e jornalistas registraram o ataque dos terroristas, detalhando o assassinato, incluindo a decapitação e queima de mulheres, crianças e idosos, ao lado de jovens e soldados. Há vários relatos de estupros e agressões sexuais por terroristas do Hamas.

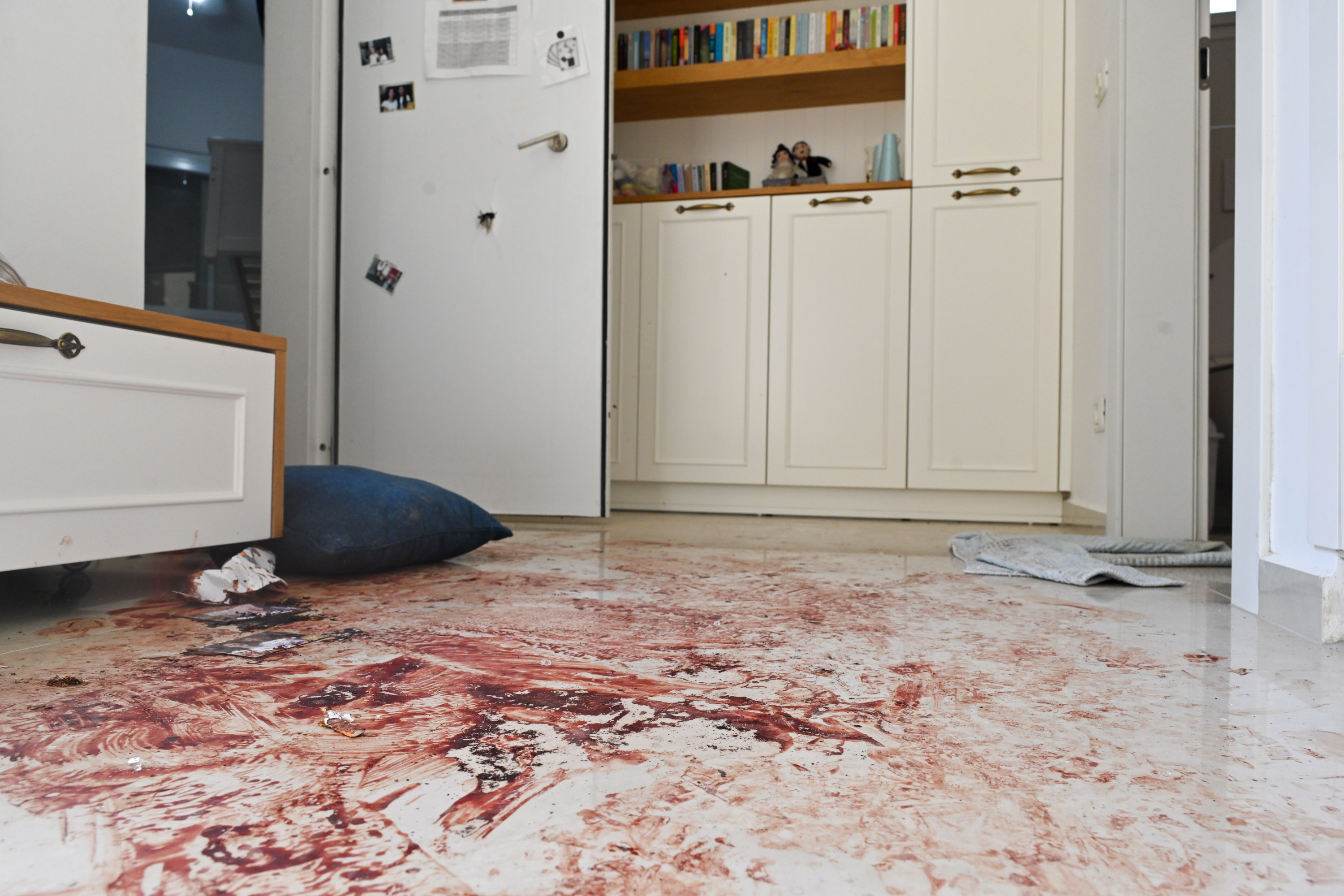
Um chão de casa manchado de sangue após os ataques em Nahal Oz, Israel

O alto funcionário do Hamas, Khaled Mashal, disse que o grupo estava totalmente ciente das consequências do ataque a Israel, afirmando que a libertação palestina vem com "sacrifícios".
O membro do Bureau Político do Hamas, Ghazi Hamad, disse que o Hamas repetiria o ataque de 7 de outubro várias vezes até que Israel fosse aniquilado, uma vez que Israel constitui uma catástrofe para a nação árabe e islâmica.
Os militares israelenses responderam impondo um bloqueio total à Faixa de Gaza, seguido por uma extensa campanha de bombardeio aéreo contra alvos de Gaza. Israel então lançou uma grande invasão terrestre em andamento em Gaza com o objetivo declarado de destruir o Hamas e controlar Gaza depois.

## Posições políticas

### A Carta do Hamas de 1988
Em agosto de 1988, o Hamas publicou sua Carta de fundação, na qual se define como um capítulo da Irmandade Muçulmana e expressou o desejo de estabelecer "um estado islâmico em toda a Palestina". Segundo o acadêmico palestino Khaled Hroub, o documento de fundação foi escrito por um único indivíduo   e divulgado sem passar pelo habitual processo de consulta prévia, tendo sido assinado no dia 18 de agosto de 1988. A Carta contém trechos antissemitas,  descrevendo a sociedade israelense como sendo tão cruel quanto  os nazistas, e reivindicações irredentistas. Declara toda a Palestina como waqf, uma propriedade religiosa inalienável composta por terras concedidas aos muçulmanos em perpetuidade por Deus, com coexistência religiosa mas sob o domínio do Islã. A Carta rejeita uma solução de dois estados, afirmando que o conflito não pode ser resolvido "senão por meio de uma jihad".
O Artigo 6 da Carta afirma que o movimento "luta para erguer a bandeira de Alá em cada centímetro da Palestina, pois, sob a proteção do Islã, seguidores de todas as religiões podem coexistir em segurança, tendo suas vidas, bens e direitos protegidos". E, no artigo 15, acrescenta: "No dia em que os inimigos usurparem parte da terra muçulmana, a Jihad  tornar-se-á o dever individual de cada muçulmano", lembrando que, segundo o Hamas, toda a terra palestina  é um  waqf e, portanto, inegociável. Tal afirmação da Carta do Hamas de 1988 é semelhante, embora sem os sentimentos antijudaicos presentes, ao que está expresso no programa do partido israelense Likud e em movimentos ultranacionalistas judeus como o Gush Emunim. Para o Hamas, ceder território waqf é equivalente a renunciar ao Islã em si.
A linguagem violenta contra todos os judeus, empregada na Carta do Hamas de 1988, é considerada antissemita e chegou a ser caracterizada, por alguns, como genocida. A Carta atribui responsabilidade coletiva aos judeus, e não apenas aos israelenses, por vários eventos globais, incluindo ambas as Guerras Mundiais.

### Documento de Princípios e Políticas Gerais de 2017
Em maio de 2017, o Hamas apresentou seu Documento Geral de Princípios e Políticas, no qual mantém o objetivo de um estado palestino islâmico, soberano e independente, com capital em Jerusalém, cobrindo toda a área atual de Israel, o território ocupado da Cisjordânia e a Faixa de Gaza bem como o "retorno dos refugiados e deslocados aos seus lares". Considera o Estado de Israel (ao qual se refere como "entidade sionista"), ilegal e ilegítimo. O Movimento declara-se antissionista e não antijudaico e responsabiliza os sionistas por identificarem "seu próprio projeto colonial e sua entidade ilegal" com os judeus e o judaísmo. Sustenta que "o projeto sionista não visa atingir apenas o povo palestino; é inimigo dos árabes e da Umma, representando uma grave ameaça à sua segurança e aos seus interesses" e sendo hostil às suas aspirações por "unidade, renascimento e libertação". Ademais, ainda segundo o Hamas, o projeto sionista "coloca em perigo a paz e a segurança internacional. O Hamas também rejeita os Acordos de Oslo por considerá-los prejudiciais aos interesses do povo palestino, especialmente no que se refere à "colaboração na coordenação da segurança" e afirma sua crença na democracia e no pluralismo.
O Hamas é amplamente considerado como a força política dominante nos territórios palestinos.

### Solução de dois estados
A política do Hamas em relação à solução de dois estados e em relação a Israel evoluiu ao longo do tempo. Historicamente, o Hamas imaginava um estado palestino em todo o território que pertencia ao Mandato Britânico da Palestina (ou seja, do Rio Jordão ao Mar Mediterrâneo). No entanto, o Hamas assinou acordos com o Fatah - em 2005, 2007, 2011 e 2012 -, os quais indicavam uma aceitação tácita das fronteiras de 1967, assim como acordos anteriores entre a OLP e Israel. Em 2006, o Hamas assinou a segunda versão do "Documento dos Prisioneiros Palestinos" que apoia a busca por um estado palestino "em todos os territórios ocupados em 1967". Este documento também reconheceu a autoridade do Presidente da Autoridade Nacional Palestina para negociar com Israel. Em 2 de maio de 2017, em uma coletiva de imprensa em Doha (Catar) apresentando uma nova carta, Khaled Mashal, chefe do Bureau Político do Hamas, declarou que, embora o Hamas considerasse aceitável o estabelecimento de um estado palestino "com base em 4 de junho de 1967" (Cisjordânia, Faixa de Gaza e Jerusalém Oriental), o Hamas ainda não reconheceria nesse caso a existência do estado de Israel e não abandonaria seu objetivo de libertar toda a Palestina do "projeto sionista". O Professor Mohammed Ayoob em 2020 parecia considerar esta nova carta um passo esperançoso para a solução dos conflitos entre palestinos e israelenses: "A aceitação [na carta do Hamas de 2017] das fronteiras de 1967 pode ser interpretada como uma aceitação de fato das condições prévias para uma solução de dois estados".
Se o Hamas reconheceria realmente Israel, isso é motivo de debate. Os líderes do Hamas enfatizaram que não reconhecem Israel, mas indicam que têm uma aceitação de facto de sua presença. A aceitação pelo Hamas das fronteiras de 1967 reconhece implicitamente a existência de outra entidade do outro lado. Muitos estudiosos acreditam que a aceitação pelo Hamas das fronteiras de 1967 reconhece implicitamente Israel.
Em uma entrevista de 2006, Ismail Haniyeh, líder político sênior do Hamas e na época primeiro-ministro da Autoridade Nacional Palestina, aceitou um estado palestino "dentro das fronteiras de 1967, vivendo em calma". Em maio de 2010, Khaled Mashal, então presidente do Bureau Político do Hamas, afirmou que o estado de Israel vivendo ao lado de "um estado palestino nas fronteiras de 1967" seria aceitável para o Hamas. Em novembro de 2010, Ismail Haniyeh também propôs um estado palestino nas fronteiras de 1967, mas acrescentou mais três condições: "resolução da questão dos refugiados", "liberação de prisioneiros palestinos" e "Jerusalém como sua capital". Tanto Mashal quanto Haniyeh naquele ano também expressaram reservas quanto a um "referendo" no qual "o povo palestino" decidiria se, em tal situação de dois estados, esses dois estados ainda deveriam ser fundidos em um.
Na Carta de 1988, os objetivos declarados do Hamas eram travar uma luta armada contra Israel, libertar a Palestina da ocupação israelense e transformar o país em um estado islâmico.
Em março de 2006, o Hamas divulgou seu programa legislativo oficial. O documento indicava claramente que o Hamas poderia submeter a questão do reconhecimento de Israel a um referendo nacional. Sob o título "Reconhecimento de Israel", afirmava simplesmente (AFP, 11 de março de 2006): "A questão do reconhecimento de Israel não é da competência de uma facção, nem do governo, mas uma decisão para o povo palestino." Isso representou uma grande mudança em relação à sua carta de 1988. Poucos meses depois, através de Jerome Segal da Universidade de Maryland, o Hamas enviou uma carta ao presidente dos EUA, George W. Bush, afirmando que "não se importam em ter um estado palestino nas fronteiras de 1967" e pediram negociações diretas.

Em 2007, o Hamas assinou o Acordo de Meca com o Fatah. No momento da assinatura deste acordo, Moussa Abu Marzouk, Vice-Presidente do Bureau Político do Hamas, comentou sobre o reconhecimento de Israel:
"Eu posso reconhecer a presença de Israel como um fait accompli (amr wâqi‘) ou, como os franceses dizem, um fato consumado, mas isso não significa que eu reconheça Israel como um estado"
Marzouk acrescentou ainda que a Carta não poderia ser alterada porque pareceria uma concessão não aceitável para "as ruas" e haveria o risco de quebra da unidade do partido. O líder do Hamas, Khaled Meshaal, afirmou que a Carta é "um pedaço da história e não é mais relevante, mas não pode ser alterada por razões internas". Ahmed Yousef, conselheiro sênior de Ismail Haniyeh, declarou, em 2011, que a Carta refletia as opiniões dos Anciãos diante de uma "ocupação implacável". Os detalhes de sua linguagem religiosa e política não haviam sido examinados no âmbito do direito internacional, e uma revisão interna para alterá-la foi adiada em virtude da preocupação de não fazer concessões a Israel, tal como o Fatah fez, de bandeja. Embora representantes do Hamas reconheçam o problema, um deles observou que Arafat obteve muito pouco em troca de mudar a Carta da OLP sob os Acordos de Oslo e há consenso de que pouco se ganha com uma abordagem não violenta. Richard Davis afirma que a rejeição de sua relevância por líderes contemporâneos contrasta com a suspensão do desejo de reescrevê-lo, refletindo as diferentes audiências que o Hamas deve atender: o público doméstico e as relações internacionais. A própria Carta é considerada uma "relíquia histórica".
Em uma reunião de abril de 2008 entre o líder do Hamas, Khaled Mashal e o ex-presidente dos EUA, Jimmy Carter, chegou-se a um entendimento no qual o Hamas concordou em respeitar a criação de um estado palestino no território tomado por Israel na Guerra dos Seis Dias de 1967, desde que isso fosse ratificado pelo povo palestino em um referendo. Em 2009, em uma carta ao Secretário-Geral da ONU, Ban Ki-moon, Haniyeh repetiu o apoio de seu grupo a um acordo de dois estados com base nas fronteiras de 1967: "Nunca impediríamos esforços para criar um estado palestino independente com fronteiras de 4 de junho de 1967, com Jerusalém como sua capital." Em 1º de dezembro de 2010, Ismail Haniyeh repetiu novamente: "Aceitamos um estado palestino nas fronteiras de 1967, com Jerusalém como sua capital, a libertação de prisioneiros palestinos e a resolução da questão dos refugiados", e "o Hamas respeitará os resultados [de um referendo], independentemente de diferir de sua ideologia e princípios."
Em novembro de 2011, o líder do Hamas, Khaled Mishal, fez um acordo com Mahmoud Abbas no Cairo, comprometendo-se a respeitar as fronteiras de 1967.
Em fevereiro de 2012, de acordo com a Autoridade Palestina, o Hamas renunciou ao uso da violência. Evidências que isso se concretizaria foram dadas após onda de violência da Jihad Islâmica em março de 2012, após um assassinato de um líder da Jihad por Israel, durante a qual o Hamas se absteve de atacar Israel. Jornalistas israelenses Avi Issacharoff e Amos Harel escreveram que "Israel, apesar de afirmar que o Hamas é soberano em Gaza e, portanto, responsável pelo que acontece lá, o estado parece entender que não. Como resultado, Israel não bombardeou escritórios ou instalações do Hamas."
O colunista da revista The Atlantic, Jeffrey Goldberg, juntamente com outros analistas, acredita que o Hamas pode ser incapaz de uma reconciliação permanente com Israel.
Para o cofundador do Hamas, Ahmed Yassin, Israel estava tentando destruir o Islã, por isso concluiu que muçulmanos leais tinham a obrigação religiosa de destruir Israel. O objetivo de curto prazo do Hamas era libertar a Palestina, incluindo a atual Israel, da ocupação israelense. Alguns acadêmicos argumentam que o objetivo de longo prazo busca estabelecer um estado islâmico do rio Jordão ao Mar Mediterrâneo, notavelmente semelhante à noção sionista da mesma área sob maioria judaica.

### Propostas de Hudna
Quando o Hamas ganhou a maioria nas eleições legislativas palestinas de janeiro de 2006, Ismail Haniyeh, então recém-eleito primeiro-ministro da Autoridade Nacional Palestina, enviou mensagens tanto ao presidente dos EUA, George W. Bush, quanto aos líderes de Israel, pedindo reconhecimento e oferecendo um cessar-fogo de longo prazo e o estabelecimento de uma fronteira nas linhas de 1967. Não houve resposta. A proposta de Haniyeh era, supostamente, um armistício de cinquenta anos com Israel, caso um estado palestino fosse criado ao longo das fronteiras de 1967, com Jerusalém Oriental como sua capital. Um membro do Hamas acrescentou que o armistício seria renovado automaticamente, a cada período. Em meados de 2006, Jerome Segal, da Universidade de Maryland, sugeriu que um estado palestino dentro das fronteiras de 1967 e um cessar-fogo de muitos anos poderiam ser considerados o reconhecimento de facto do Hamas ao estado de Israel. O porta-voz do Hamas, Ahmed Yousef, afirmou que uma "hudna" (período prolongado de cessar-fogo ou armistício) vai além de uma trégua e "obriga as partes a usar o período para buscar uma resolução permanente e não violenta de suas diferenças".
Em novembro de 2008, em uma reunião na Faixa de Gaza com 11 membros do Parlamento Europeu, o líder do Hamas, Ismail Haniyeh, reafirmou que o Hamas estava disposto a aceitar um estado palestino "nos territórios de 1967" (Faixa de Gaza e Cisjordânia) e ofereceu a Israel um cessar-fogo de longo prazo se Israel reconhecesse os direitos nacionais dos palestinos; e afirmou que Israel rejeitou essa proposta. Por volta de 2018, um ministro das finanças do Hamas argumentou que uma "cessação de hostilidades de longo prazo, conforme entendido pelo Hamas e um acordo de dois estados são a mesma coisa".
Mkhaimer Abusada, um cientista político da Universidade Al-Azhar, escreveu em setembro de 2009 que o Hamas fala de "hudna" (cessar-fogo prolongado) e não de paz ou reconciliação com Israel pois acreditam que, ao longo do tempo, se tornarão fortes o suficiente para libertar toda a Palestina histórica. Vários autores adicionais alertaram por volta de 2020 que, se Israel aceitasse tal proposta (um estado palestino "nos territórios de 1967" combinado com um cessar-fogo de longo prazo), o Hamas manteria seu objetivo de estabelecer um único estado no antigo mandato da Palestina, onde judeus viveriam como cidadãos. O Hamas ofereceu a Israel uma "hudna" variando de 10 anos a 30, 40 ou até 100 anos, se Israel se retirar para as fronteiras de 1967. Muitos estudiosos sustentam que o objetivo do Hamas de estabelecer um estado palestino na Cisjordânia e Gaza é uma solução intermediária, enquanto seu objetivo de longo prazo é um único estado em todo o mandato da Palestina, no qual os judeus viveriam como seus cidadãos.

### Política religiosa

#### Na Faixa de Gaza
Com referência ao papel das mulheres, a Carta do Hamas, no seu artigo 17, define que a elas cabe, principalmente, serem "criadora de homens", orientando e educando as novas gerações. Porém afirma que a importância delas no projeto religioso-nacionalista de libertação é igual à dos homens. Mas a Carta também reconhece que as mulheres podem participar na luta pela libertação - mesmo sem a permissão dos maridos (artigo 12). A ênfase doutrinária na procriação e na criação dos filhos, como o dever principal da mulher, não é muito diferente da visão preconizada pelo Fatah acerca das mulheres na Primeira Intifada e também se assemelha à perspectiva dos colonos judeus, na época, a qual, entretanto, sofreu mudanças ao longo do tempo.
Em 1989, durante a Primeira Intifada, um pequeno número de seguidores do Hamas militou pelo uso do hijab, - vestimenta islâmica que não é parte do traje tradicional das mulheres na Palestina -, e pela poliginia, além de defender que as mulheres ficassem em casa e fossem segregadas dos homens. Durante essa campanha, mulheres que escolheram não usar o hijab foram assediadas verbal e fisicamente, acabando por adotar o hijab "apenas para evitar problemas nas ruas". O assédio diminuiu drasticamente quando, após 18 meses, a UNLU (Liderança Nacional Unificada da Revolta) condenou os atos, embora campanhas semelhantes tenham voltado a ocorrer posteriormente.
Em 2005, a jovem Yusra al-Azami, uma estudante de Gaza, foi executada a tiros por membros do Hamas, alegadamente pertencentes a um grupo de "combate ao vício e promoção da virtude”.  Mushira Masri, um porta-voz do Hamas, mais tarde comentou: "Os irmãos que fizeram isso cometeram um erro. Havia suspeita de comportamento imoral." 
Desde que o Hamas assumiu o governo da Faixa de Gaza, em 2007, alguns dos seus membros tentaram impor o uso do hijab às mulheres. O Ministério de Assuntos Islâmicos enviou membros do Comitê da Virtude para advertir os cidadãos sobre os perigos do vestuário imodesto, do jogo de cartas e do namoro. Não houve, desde então, leis que impusessem padrões de vestimenta e outras regras morais, ainda que o Ministério da Educação do Hamas tivesse mantido um esforço para impor o uso de vestes islâmicas a estudantes. Também houve resistência bem-sucedida às tentativas de autoridades locais do Hamas de impor o uso do hijab às mulheres. Representantes do Hamas negam ter planos de impor a lei islâmica, afirmando que "o que você está vendo são incidentes, não políticas", e que a lei islâmica é o padrão desejado, "mas acreditamos na persuasão".
Em 2013, a Agência das Nações Unidas de Assistência aos Refugiados da Palestina no Próximo Oriente (UNRWA) cancelou sua maratona anual em Gaza, depois que os governantes do Hamas proibiram mulheres de participar da corrida.

#### Na Cisjordânia
Em 2005, a organização de direitos humanos Freemuse divulgou um relatório intitulado "Palestina: Tentativas semelhantes ao Talibã de censurar música", que afirmava que músicos palestinos temiam a imposição de leis religiosas rigorosas contra música e concertos, uma vez que o grupo Hamas obteve ganhos políticos nas eleições locais da Autoridade Palestina em 2005.
A tentativa do Hamas de impor um código cultural de conduta nas décadas de 1980 e início de 1990 resultou em violentos confrontos entre diferentes setores palestinos. Membros do Hamas, segundo relatos, incendiaram lojas que vendiam vídeos considerados indecentes e destruíram livros descritos como "heréticos".
Em 2005, uma apresentação ao ar livre de música e dança em Qalqiliya foi repentinamente proibida pela administração liderada pelo Hamas, sob a justificativa de que tal evento seria "haram", ou seja, proibido pelo Islã. A administração ordenou que a música não fosse mais tocada no zoológico de Qalqiliya. O mufti Akrameh Sabri emitiu um édito religioso confirmando a decisão da administração. Em resposta, o poeta nacional palestino Mahmoud Darwish alertou que "Existem elementos tipo Talibã em nossa sociedade e isso é um sinal muito perigoso."
O colunista palestino Mohammed Abd Al-Hamid, residente em Ramallah, escreveu que essa coerção religiosa poderia causar a migração de artistas e disse: "Os fanáticos religiosos na Argélia destruíram todo símbolo cultural, despedaçaram estátuas e obras de arte raras e liquidaram intelectuais e artistas, repórteres e autores, bailarinos e cantores. Vamos imitar os exemplos argelino e afegão?".

### A Turquia de Erdoğan como um modelo a ser seguido
Alguns membros do Hamas afirmaram que o modelo de governo islâmico que o Hamas busca emular é o da Turquia sob o comando de Recep Tayyip Erdoğan. Os membros proeminentes que se distanciaram das práticas do Talibã e apoiaram publicamente o modelo de Erdoğan foram Ahmed Yousef e Ghazi Hamad, conselheiros do primeiro-ministro Hanieh. Yusuf, vice-ministro das Relações Exteriores do Hamas, refletiu esse objetivo em uma entrevista a um jornal turco, afirmando que, embora a opinião pública estrangeira associe o Hamas ao Talibã ou à al-Qaeda, a analogia é imprecisa. Yusuf descreveu o Talibã como "contrário a tudo", incluindo educação e direitos das mulheres, enquanto o Hamas deseja estabelecer boas relações entre os elementos religiosos e seculares da sociedade, buscando direitos humanos, democracia e uma sociedade aberta. De acordo com o professor Yezid Sayigh do King's College em Londres, a influência dessa visão dentro do Hamas é incerta, uma vez que tanto Ahmad Yousef quanto Ghazi Hamad foram demitidos de seus cargos como conselheiros do primeiro-ministro do Hamas, Ismail Hanieh, em outubro de 2007. Ambos foram posteriormente nomeados para outras posições proeminentes dentro do governo do Hamas. Khaled al-Hroub, do jornal palestino anti-Hamas Al Ayyam, acrescentou que apesar das alegações dos líderes do Hamas de que desejam repetir o modelo turco do Islã, "o que está acontecendo na prática no terreno é uma réplica do modelo talibã do Islã".

## Violência
O Hamas utilizou tanto atividades políticas quanto violência para alcançar seus objetivos. Por exemplo, enquanto se engajava politicamente na campanha eleitoral parlamentar dos Territórios Palestinos em 2006, o Hamas declarou em seu manifesto eleitoral que estava preparado para usar "resistência armada para acabar com a ocupação".
De 2000 a 2004, o Hamas foi responsável pela morte de quase 400 israelenses e feriu mais de 2 000 em 425 ataques, de acordo com o Ministério das Relações Exteriores de Israel. De 2001 até maio de 2008, o Hamas lançou mais de 3 000 foguetes Qassam e 2 500 ataques de morteiros contra Israel.

### Ataques a civis

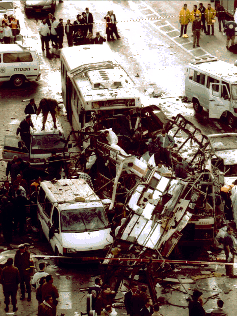
Rescaldo dos atentados a bomba em ônibus na estrada de Jaffa em 1996, nos quais 26 pessoas morreram

O Hamas cometeu massacres direcionados a civis israelenses. O atentado suicida mais mortal do Hamas foi um ataque a um hotel em Netanya em 27 de março de 2002, no qual 30 pessoas foram mortas e 140 ficaram feridas. O ataque também foi referido como o massacre de Pessach, pois ocorreu na primeira noite do festival judaico de Pessach, durante um Seder.
O Hamas defendeu os ataques suicidas como um aspecto legítimo de sua guerra assimétrica contra Israel. Em 2003, segundo Stephen Atkins, o Hamas retomou os atentados suicidas em Israel como uma medida retaliatória após o fracasso das negociações de paz e uma campanha israelense visando membros da alta cúpula da liderança do Hamas, mas esses ataques são considerados crimes contra a humanidade sob o direito internacional. Em um relatório de 2002, a Human Rights Watch afirmou que os líderes do Hamas "deveriam ser responsabilizados" por "crimes de guerra e crimes contra a humanidade" cometidos pelas Brigadas al-Qassam.
Em maio de 2006, Israel prendeu um alto funcionário do Hamas, Ibrahim Hamed, que, segundo autoridades de segurança israelenses, era responsável por dezenas de atentados suicidas e outros ataques contra israelenses. O julgamento de Hamed sobre essas acusações ainda não foi concluído. Em 2008, o engenheiro de explosivos do Hamas, Shihab al-Natsheh, organizou um atentado suicida mortal em Dimona.
Desde 2002, militantes das Brigadas al-Qassam e outros grupos usaram foguetes caseiros Qassam para atingir cidades israelenses no Negev, como Sderot. Estimava-se que as Brigadas al-Qassam tinham lançado 22% dos ataques de foguetes e morteiros em 2007, que mataram quinze pessoas entre os anos de 2000 e 2009. A introdução do foguete Qassam-2 em 2008 permitiu que grupos paramilitares palestinos atingissem, a partir de Gaza, cidades israelenses como Ashkelon.
Em 2008, o líder do Hamas, Khaled Mashal, ofereceu que o Hamas atacaria apenas alvos militares se as Forças de Defesa de Israel (IDF) parassem de causar mortes de civis palestinos. Após um cessar-fogo em 19 de junho de 2008, as Brigadas al-Qassam cessaram seus ataques de foguetes e prenderam militantes do Fatah em Gaza que continuaram os ataques esporádicos de foguetes e morteiros contra Israel. As Brigadas al-Qassam retomaram os ataques após a incursão israelense em Gaza em 4 de novembro.
Em 15 de junho de 2014, o primeiro-ministro israelense Benjamin Netanyahu acusou o Hamas de envolvimento no sequestro de três adolescentes israelenses (incluindo um que possuía cidadania americana), dizendo que "isso tem repercussões severas". Em 20 de julho de 2014, quase duas semanas após o início da operação margem protetora, Netanyahu, em entrevista à CNN, descreveu o Hamas como "terroristas genocidas".
Em 5 de agosto de 2014, Israel anunciou que forças de segurança israelenses prenderam Hussam Kawasme, em Shuafat, em conexão com os assassinatos dos adolescentes. Durante o interrogatório, Kawasme admitiu ser o mentor por trás do ataque, além de garantir o financiamento do Hamas. As autoridades afirmaram que outras pessoas presas em conexão com os assassinatos ainda estão detidas, mas nenhum nome foi divulgado.

Em 20 de agosto, Saleh al-Arouri, um líder do Hamas então exilado na Turquia, reivindicou a responsabilidade pelo sequestro dos três adolescentes israelenses. Ele fez um discurso em nome de Khaled Mashal na conferência da União Internacional de Estudiosos Muçulmanos em Istambul, um movimento que pode refletir o desejo do Hamas de ganhar influência. Em seu discurso, ele disse:
Nosso objetivo era incendiar uma intifada na Cisjordânia e em Jerusalém, bem como dentro das fronteiras de 1948. ... Seus irmãos das Brigadas Al-Qassam realizaram esta operação para apoiar seus irmãos presos, que estavam em greve de fome. ... Os mujahideen capturaram esses colonos para realizar uma troca.
O líder político do Hamas, Khaled Mashal, aceitou que membros do Hamas eram responsáveis, afirmando que não sabia nada disso com antecedência e que o que a liderança sabia dos detalhes vinha da leitura de relatórios israelenses. Mashal, que liderava a ala política exilada do Hamas desde 2004, negou estar envolvido nos "detalhes" das "questões militares" do Hamas, mas "justificou os assassinatos como uma ação legítima contra israelenses em terras 'ocupadas'".

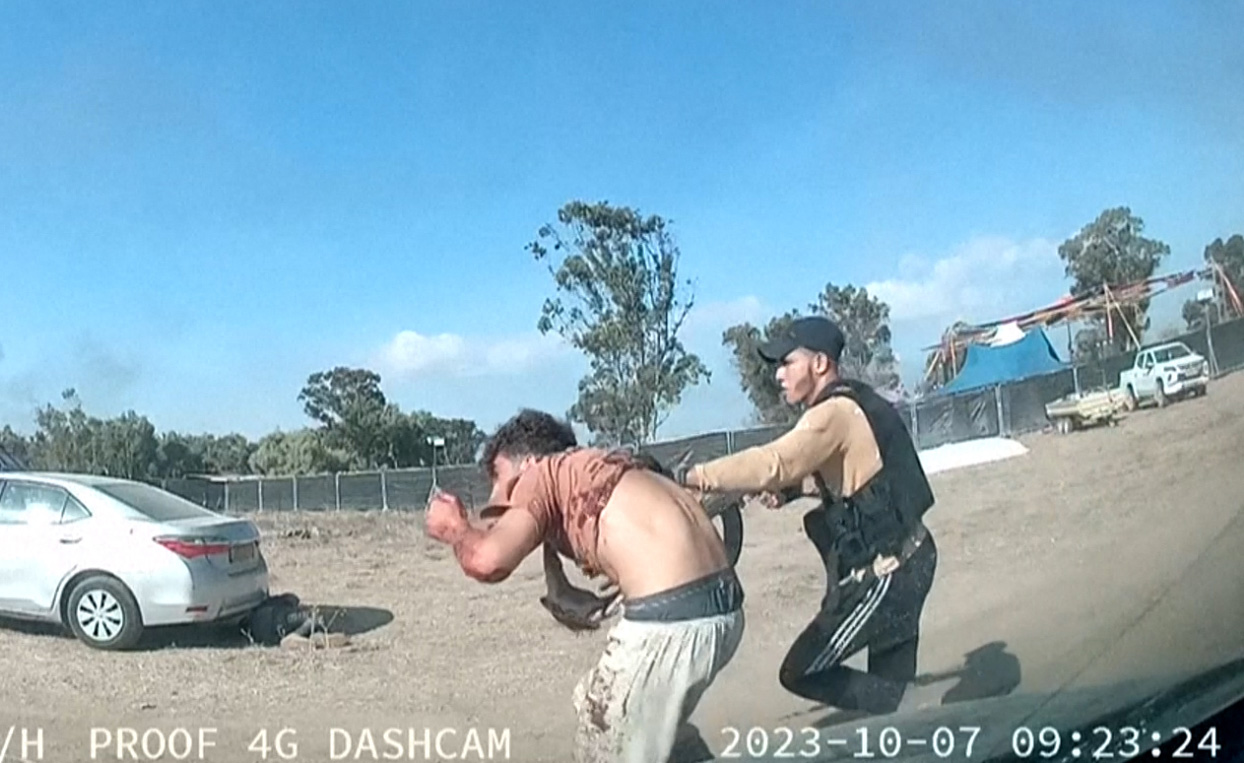
O massacre do festival de música Re'im em 2023 deixou 364 mortos e muitos outros feridos ou feitos reféns

Durante o ataque terrorista do Hamas a Israel em 2023, o Hamas infiltrou-se em casas, atirou em civis em massa e levou dezenas de civis e soldados israelenses como reféns para Gaza. Segundo a Human Rights Watch, o direcionamento deliberado de civis, ataques indiscriminados e a tomada de civis como reféns equivalem a crimes de guerra segundo o direito humanitário internacional. Durante sua ofensiva contra Israel em outubro de 2023, o Hamas massacrou 364 pessoas no festival de música Re'im, além de sequestrar outras. Durante a mesma ofensiva, também foi relatado que o Hamas massacrou a população do kibutz Kfar Aza. Cerca de 10 por cento dos residentes do kibutz Be'eri foram mortos. Os terroristas do Hamas atacaram o festival Psyduck, que ocorreu perto do kibutz Nir Oz, matando 17 israelenses. Imagens de vídeo mostram crianças sendo deliberadamente mortas durante os ataques aos kibutzim, bem como o que parece ser uma tentativa de decapitar uma pessoa viva usando uma enxada de jardim. Equipes forenses que examinaram corpos das vítimas disseram que muitos corpos mostravam sinais de tortura, além de estupro. Testemunhos de testemunhas sobre atos de estupro coletivo cometidos por terroristas do Hamas foram coletados pela polícia.

### Livros
- Abdelal, Wael (2016). Hamas and the Media: Politics and strategy. Abingdon-on-Thames: Taylor & Francis. ISBN 978-1-317-26714-0
- Abu Amr, Ziad (1994). Islamic Fundamentalism in the West Bank and Gaza: Muslim Brotherhood and Islamic Jihad. Bloomington: Indiana University Press. ISBN 978--0-253--20866-8
- Ahmed, Akbar (2007). Journey into Islam: The Crisis of Globalization. Washington, D.C.: Brookings Institution Press. ISBN 978-0-815-70133-0
- Amossy, Ruth (2017). «Understanding political issues through argumentation analysis». In:  Wodak, Ruth; Forchtner, Bernhard. The Routledge Handbook of Language and Politics. Abingdon-on-Thames: Routledge. pp. 262–275. ISBN 978-1-351-72896-6
- Atkins, Stephen E. (2004). Encyclopedia of Modern Worldwide Extremists and Extremist Groups. Westport: Greenwood Publishing Group. ISBN 978-0-313-32485-7
- Bayefsky, Anne F.; Blank, Laurie R. (2018). Incitement to Terrorism (em inglês). Leida: BRILL
- Beinart, Peter (2012). The Crisis of Zionism. Melbourne: Melbourne University Press. ISBN 978-0-522-86176-1
- Bose, Sumantra (2010). Contested Lands: Israel-Palestine, Kashmir, Bosnia, Cyprus, and Sri Lanka. Cambridge: Harvard University Press
- Bouris, Dimitris (2014). The European Union and Occupied Palestinian Territories: State-building without a state. Nova Iorque: Routledge. ISBN 978-1-317-91529-4
- Bregman, Ahron (2016). Israel's Wars: A History Since 1947 4ª ed. Nova Iorque: Routledge. ISBN 978-1-317-29638-6
- Brenner, Björn (2016). Gaza Under Hamas: From Islamic Democracy to Islamist Governance. Londres, Nova Iorque, Oxford, Nova Delhi e Sydney: I.B. Tauris. ISBN 978-1-786-73142-5
- Búrca, Aoibhín de (2014). Preventing Political Violence Against Civilians: Nationalist Militant Conflict in Northern Ireland, Israel And Palestine. Nova Iorque: Palgrave Macmillan. ISBN 978-1-137-43380-0
- Byman, Daniel (2011). A High Price: The Triumphs and Failures of Israeli Counterterrorism. Oxford: Oxford University Press. ISBN 978-0-19-983174-6
- Caridi, Paola (2012). Hamas: From Resistance to Government. Nova Iorque: Seven Stories Press. ISBN 978-1-60980-083-3
- Charrett, Catherine (2019). The EU, Hamas and the 2006 Palestinian Elections: A Performance in Politics. Nova Iorque: Routledge. ISBN 978-1-351-61179-4
- Chehab, Zaki (2007). Inside Hamas: The Untold Story of Militants, Martyrs and Spies. Londres, Nova Iorque, Oxford, Nova Delhi e Sydney: I.B. Tauris. ISBN 978-1-84511-389-6
- Cheema, Sujata Ashwarya (2008). «Hamas and Politics in Palestine:Impact on Peace-Building». In:  Abhyankar, Rajendra Madhukar. West Asia and the Region: Defining India's Role. Nova Déli: Academic Foundation. ISBN 9788171886166
- Clarke, Colin P. (2015). Terrorism, Inc.: The Financing of Terrorism, Insurgency, and Irregular Warfare. Santa Bárbara: ABC-CLIO. ISBN 978-1-440-83104-1
- Clemesha, Arlene (2013). «Brazil: Newcomer to the Region». The Mediterranean Region in a Multipolar World: evolving relations with Russia, China, India, and Brazil. Washington, D.C.: German Marshall Fund of the United States. pp. 27–35. JSTOR resrep18967.7
- Cordesman, Anthony H. (2002). Peace and War: The Arab–Israeli Military Balance Enters the 21st Century. Londres: Bloomsbury Publishing. ISBN 978-0-275-96939-4
- —————— (2006). Arab-Israeli Military Forces in an Era of Asymmetric Wars. Westport: Greenwood Publishing Group/Center for Strategic and International Studies. ISBN 978-0-275-99186-9
- Cragin, R. Kim (2006). «Learning to Survive:The Case of the Islamic Resistance Movement (Hamas)». In:  Forrest, James JF. Teaching Terror: Strategic and Tactical Learning in the Terrorist World. Lanham: Rowman & Littlefield. pp. 189–204. ISBN 978-1-461-64396-8
- Dalacoura, Katerina (2011). Islamist Terrorism and Democracy in the Middle East. Cambridge: Cambridge University Press. ISBN 978-1-139-49867-8
- Davis, Jessica (2017). Women in Modern Terrorism: From Liberation Wars to Global Jihad and the Islamic State. Lanham: Rowman & Littlefield. ISBN 978-1-442-27499-0
- Davis, Joyce (2004). Martyrs: Innocence, Vengeance, and Despair in the Middle East. Nova Iorque: Palgrave Macmillan. p. 100. ISBN 978-1-403-96681-0
- Davis, Richard (2016). Hamas, Popular Support and War in the Middle East: Insurgency in the Holy Land. Nova Iorque: Routledge. ISBN 978-1-317-40258-9
- Dorff, Elliot N.; Ruttenberg, Danya; Newman, Louis E. (2010). Jewish Choices, Jewish Voices: War and National Security (em inglês). Filadélfia: Jewish Publication Society
- Dunning, Tristan (2016). Hamas, Jihad and Popular Legitimacy: Reinterpreting Resistance in Palestine. Nova Iorque: Routledge. ISBN 978-1-317-38494-6
- Dupret, Baudouin; Lynch, Michael; Berard, Tim, eds. (2015). Law at work: studies in legal ethnomethods. Col: Oxford studies in language and law. Oxford, Nova Iorque: Oxford University Press
- Emmett, Ayala (2003). Our Sisters' Promised Land: Women, Politics, and Israeli-Palestinian Coexistence (em inglês). Ann Arbor: University of Michigan Press
- Fawcett, Louise (2013). International Relations of the Middle East (em inglês). Oxford: OUP Oxford
- Filiu, Jean-Pierre (2014). Gaza: A History. Oxford: Oxford University Press. ISBN 978-0-19-020189-0
- Fouberg, Erin H.; Murphy, Alexander B. (2020). Human Geography: People, Place, and Culture. Hoboken: John Wiley & Sons. ISBN 978-1-119-57760-7
- Frankel, Glenn (1996). Beyond the promised land: Jews and Arabs on the hard road to a new Israel. Internet Archive. Nova Iorque: Simon & Schuster
- Freilich, C. D. (2018). Israeli National security: a new strategy for an Era of change. Oxford: Oxford University Press
- Gerner, Deborah J. (2007). «Mobilizing Women for Nationalist Agendas». In:  Moghadam, Valentine M. From Patriarchy to Empowerment: Women's Participation, Movements, and Rights in the Middle East, North Africa, and South Asia. Syracuse: Syracuse University Press. ISBN 978-0-815-63111-8
- Gleis, Joshua L.; Berti, Benedetta (2012). Hezbollah and Hamas: A Comparative Study. Baltimore: Johns Hopkins University Press. 111 páginas. ISBN 978-1-4214-0671-8
- Goerzig, Carolin (2010). Talking to Terrorists: Concessions and the Renunciation of Violence. Nova Iorque: Routledge. ISBN 978-1-136-93804-7
- Guidère, Mathieu (2012). Historical Dictionary of Islamic Fundamentalism. Lanham: Scarecrow Press. ISBN 978-0-810-87821-1
- Gunning, Jeroen (2007). «Hamas: Harakat al-Muqamama al-Islamiyya». In:  Marianne Heiberg; Brendan O'Leary. Terror, Insurgency, and the State: Ending Protracted Conflicts. Filadélfia: University of Pennsylvania Press. ISBN 978-0-8122-3974-4
- —————— (2008). Hamas in Politics: Democracy, Religion, Violence. Nova Iorque: Columbia University Press. ISBN 978-0-231-70044-3
- Hamed, Qossay (2023). Hamas in Power: The Question of Transformation. Hershey: IGI Global
- Haspeslagh, Sophie (2016). «"Listing terrorists"; the impact of proscription on third-party efforts to engage armed groups in peace processes- a practitioner's perspective'». In:  Tellidis, Ioannis; Toros, Harmonie. Terrorism: Bridging the Gap with Peace and Conflict Studies: Investigating the Crossroad. Nova Iorque: Routledge. pp. 189–207. ISBN 978-1-317-66559-5
- Hassan, Riaz (2014). Life as a Weapon: The Global Rise of Suicide Bombings. Nova Iorque: Routledge. ISBN 978-1-136-92107-0
- Herrick, Julie C. (2011). «Non-State Actors: A Comparative Analysis of Change and Development Within Hamas and Hezbollah». In:  Korany, Bahgat. The Changing Middle East: A New Look at Regional Dynamics. Oxford: Oxford University Press. pp. 167–195. ISBN 978-9-774-16513-9
- Holtmann, Philipp (2009). Martyrdom, Not Suicide: The Legality of Hamas' Bombings in the Mid-1990s in Modern Islamic Jurisprudence. Munique: GRIN Verlag. ISBN 978-3-640-47333-5
- Hueston, Harry Raymond; Pierpaoli, Paul G.; Zahar, Sherifa (2014). «Hamas». In:  Roberts, Priscilla. Arab-Israeli Conflict: The Essential Reference Guide. Santa Bárbara: ABC-CLIO. ISBN 978-1-610-69068-3
- Hroub, Khaled (2006). Hamas: A Beginner's Guide. Londres: Pluto Press. ISBN 978-0-745-32591-0
- Inbar, Efraim (2007). Israel's National Security: Issues and Challenges Since the Yom Kippur War. Nova Iorque: Routledge. ISBN 978-1-134-05940-9
- Ismael, Jacqueline S.; Ismael Y., Tareq; Perry, Glenn (2011). Government and Politics of the Contemporary Middle East Continuity and Change. Abingdon-on-Thames: Taylor & Francis
- Ireland, Carol A.;  et al., eds. (2020). The handbook of collective violence: current developments and understanding. Londres, Nova Iorque: Routledge
- Jad, Islah (2018). Palestinian Women's Activism: Nationalism, Secularism, Islamism. Syracuse: Syracuse University Press. ISBN 978-0-8156-5459-9
- Jamal, Ama (2005). The Palestinian National Movement: Politics of Contention, 1967–2005. Bloomington: Indiana University Press. ISBN 978-0-253-21773-8
- Jefferis, Jennifer (2016). Hamas: Terrorism, Governance, and Its Future in Middle East Politics. Santa Bárbara: ABC-CLIO. ISBN 978-1-440-83903-0
- Johnson, Loch K. (2007). Strategic Intelligence: Understanding the Hidden Side of Government. Westport: Greenwood Publishing Group. 2 páginas. ISBN 978-0-313-06528-6
- Kabahā, Muṣṭafá (2014). The Palestinian People: Seeking Sovereignty and State. Boulder: Lynne Rienner Publishers, Incorporated. ISBN 978-1-58826-882-2
- Kass, Ilana; O'Neill, Bard E. (1997). The Deadly Embrace: The Impact of Israeli and Palestinian Rejectionism on the Peace Process. Lanham: University Press of America/National Institute for Public Policy. ISBN 978-0-761-80535-9
- Katz, Samuel M. (2002). The Hunt for the Engineer: How Israeli Agents Tracked the Hamas Master Bomber. Lanham: Lyons Press. ISBN 978-1-58574-749-8
- Kear, Martin (2018). Hamas and Palestine: The Contested Road to Statehood. Nova Iorque: Routledge. ISBN 978-0-429-99940-6
- Kimmerling, Baruch (2009). The Palestinian People: A History. Cambridge: Harvard University Press. ISBN 978-0-674-03959-9
- Levitt, Matthew; Washington Institute for Near East Policy (2006). Hamas: Politics, Charity, and Terrorism in the Service of Jihad. New Haven: Yale University Press. ISBN 978-0-300-12258-9
- —————— (2008). Negotiating Under Fire: Preserving Peace Talks in the Face of Terror Attacks. Lanham: Rowman & Littlefield. ISBN 978-0-742-56566-1
- Lindholm Schulz, Helena (1999). The Reconstruction of Palestinian Nationalism: Between Revolution and Statehood. Manchester: Manchester University Press. ISBN 978-0-7190-5596-6
- Litvak, Meir (2004). «Religious and Nationalist Fanaticism:Hamas». In:  Hughes, Matthew; Johnson, Gaynor. Fanaticism and Conflict in the Modern Age. Londres: Frank Cass. pp. 156–172. ISBN 9781135753641
- —————— (2008). «Hamas: Palestinian Identity, Islam, and National Sovereignty». In:  Susser, Asher. Challenges to the Cohesion of the Arabic State. Tel Aviv: Moshe Dayan Center for Middle Eastern and African Studies. ISBN 9789652240798
- Lybarger, Loren D. (2020). Palestinian Chicago. Berkeley: University of California Press
- Maddy-Weitzman, Bruce (2002). Middle East Contemporary Survey: 1999. XXIII. Tel Aviv: The Moshe Dayan Center. ISBN 978-965-224-049-1
- Mannes, Aaron (2004). Profiles in Terror: The Guide to Middle East Terrorist Organizations. Lanham: Rowman & Littlefield. ISBN 978-0-7425-3525-1
- Martin, Gus (2009). Understanding Terrorism: Challenges, Perspectives, and Issues 3rd, illustrated ed. Thousand Oaks: SAGE Publishing. ISBN 978-1-412-97059-4. Consultado em 18 de março de 2016
- —————— (2011). The SAGE Encyclopedia of Terrorism 2ª ed. Thousand Oaks: SAGE. ISBN 978-1-4129-8016-6
- Mattar, Philip (2005). Encyclopedia of the Palestinians. Nova Iorque: Infobase Publishing. ISBN 978-0-8160-6986-6
- Milton-Edwards, Beverley; Farrell, Stephen (2013). Hamas: The Islamic Resistance Movement. Hoboken: John Wiley & Sons. ISBN 978-0-745-65468-3
- —————— (2015). The Muslim Brotherhood: The Arab Spring and its future face. Nova Iorque: Routledge. ISBN 978-1-317-33365-4
- Mishal, S.; Sela, A. (2006). The Palestinian Hamas: Vision, Violence, and Coexistence. Nova Iorque: Columbia University Press. ISBN 978-0-231-14007-2
- Mukhimer, T. (2016). Hamas Rule in Gaza: Human Rights under Constraint (em inglês). Berlim: Springer
- Müller, Sebastian R. (2012). Hawala: An Informal Payment System and Its Use to Finance Terrorism. Sarburgo: AV Akademikerverlag. ISBN 978-3-639-44418-6
- Najib, Mohammad; Friedrich, Roland (2007). «Non-Statutory Armed Groups and Security Sector Governance». In:  Friedrich, Roland; Luethold, Arnold. Entry-points to Palestinian Security Sector Reform. Genebra: Geneva Centre for the Democratic Control of Armed Forces. ISBN 978-9-292-22061-7
- Neack, Laura (2008). The New Foreign Policy: Power Seeking in a Globalized Era. Lanham: Rowman & Littlefield. ISBN 978-0-7425-5631-7
- O'Malley, Padraig (2015). The Two-State Delusion: Israel and Palestine--A Tale of Two Narratives. Londres: Penguin Publishing Group. ISBN 978-0-698-19218-8
- Pearlman, Wendy (2011). Violence, Nonviolence, and the Palestinian National Movement (em inglês). Cambridge: Cambridge University Press
- Penn, Michael (2014). Japan and the War on Terror: Military Force and Political Pressure in the US-Japanese Alliance. Londres: Bloomsbury Publishing. ISBN 978-0-857-72473-1
- Perry, Mark (2014). «Gaza's Bottle Rockets». In:  Rose, Gideon. Clueless in Gaza. Nova Iorque: Foreign Affairs. 134 páginas. ISBN 978-0-876-09606-2
- Phillips, David L. (2011). From Bullets to Ballots: Violent Muslim Movements in Transition. Piscataway: Transaction Publishers. ISBN 978-1-4128-1201-6
- Pratt, David (2007). Intifada: Palestine and Israel. Havertown: Casemate/Flashpoint. 47 páginas. ISBN 978-1-935149-99-6
- Rane, Halim (2009). Reconstructing Jihad Amid Competing International Norms. Nova Iorque: Palgrave Macmillan
- Reese, Erlich; Baer, Robert (2016). Conversations with Terrorists: Middle East Leaders on Politics, Violence, and Empire. Nova Iorque: Routledge. ISBN 978-1-317-26198-8
- Rifkind, Gabrielle; Picco, Giandomenico (17 de dezembro de 2013). The Fog of Peace: The Human Face of Conflict Resolution (em inglês). Londres: Bloomsbury Publishing
- Robinson, Glenn E. (2004). «Hamas as a Social Movement». In:  Wiktorowicz, Quintan. Islamic Activism: A Social Movement Theory Approach. Bloomington: Indiana University Press. ISBN 978-0-253-21621-2
- Roy, Sara (2013). Hamas and Civil Society in Gaza: Engaging the Islamist Social Sector 2ª ed. Princeton: Princeton University Press. ISBN 978-0-691-12448-3
- Rubin, Barry (2009). The Transformation of Palestinian Politics: From Revolution to State-Building. Cambridge: Harvard University Press. ISBN 978-0-674-04295-7
- Rubenberg, Cheryl (2001). Palestinian Women: Patriarchy and Resistance in the West Bank. Boulder: Lynne Rienner Publishers. ISBN 978-1-555-87956-3
- Sabry, Mohannad (2015). Sinai: Egypt's Linchpin, Gaza's Lifeline, Israel's Nightmare. Cairo: American University in Cairo Press. ISBN 978-9-774-16728-7
- Smith, David Whitten; Burr, Elizabeth Geraldine (2014). Understanding World Religions: A Road Map for Justice and Peace (em inglês). Lanham: Rowman & Littlefield
- Spitka, Timea (2023). National and International Civilian Protection Strategies in the Israeli-Palestinian Conflict. Berlim: Springer International Publishing
- Schanzer, Jonathan (2008). Hamas vs. Fatah: The Struggle For Palestine. Nova Iorque: St. Martin's Publishing Group. ISBN 978-0-230-61645-5
- Seurat, Leila (2022). The foreign policy of Hamas: ideology, decision making and political supremacy. Col: SOAS Palestine studies. Londres, Nova Iorque, Oxford, Nova Delhi e Sydney: I.B. Tauris/Bloomsbury Academic
- Sharvit, Keren; Halperin, Eran (22 de janeiro de 2016). A Social Psychology Perspective on The Israeli-Palestinian Conflict: Celebrating the Legacy of Daniel Bar-Tal (em inglês). II. Berlim: Springer
- Shitrit, Lihi Ben (2015). Righteous Transgressions: Women's Activism on the Israeli and Palestinian Religious Right. Princeton: Princeton University Press. ISBN 978-1-400-87384-5
- Sinai, Joshua (2019). «Israel and terrorism: assessing the effectiveness of Netanyahu's "combating terrorism strategy" (CTS)». In:  Freeman, Robert O. Israel Under Netanyahu: Domestic Politics and Foreign Policy. Nova Iorque: Routledge. pp. 273–290. ISBN 978-1-000-75176-5
- Singh, Rashmi (2013). Hamas and Suicide Terrorism: Multi-causal and Multi-level Approaches. Nova Iorque: Routledge. ISBN 978-1-135-69599-6
- Slater, Jerome (2020). Mythologies Without End: The US, Israel, and the Arab-Israeli Conflict, 1917-2020. Oxford: Oxford University Press. ISBN 978-0-19-045908-6
- Stepanova, Ekaterina (2008). Terrorism in Asymmetrical Conflict: Ideological and Structural Aspects (PDF). Oxford: Stockholm International Peace Research Institute/Oxford University Press. ISBN 978-0-199-53355-8. Consultado em 5 de maio de 2015. Arquivado do original (PDF) em 10 de março de 2016
- Stork, Joe; Kane, Kristen (2002). Erased in a Moment: Suicide Bombing Attacks Against Israeli Civilians. Nova Iorque: Human Rights Watch. 66 páginas. ISBN 978-1-56432-280-7
- Swedenburg, Ted (2003). Memories of Revolt: The 1936–1939 Rebellion and the Palestinian National Past. Fayetteville: University of Arkansas Press. pp. 196–. ISBN 978-1-61075-263-3
- Tareq, Baconi (2018). Hamas contained: The rise and pacification of Palestinian resistance. Redwood City: Stanford University Press
- Tessler, Mark A. (1994). A History of the Israeli-Palestinian Conflict (em inglês). Bloomington: Indiana University Press
- Tucker, Spencer C. (2019). Middle East Conflicts from Ancient Egypt to the 21st Century: An Encyclopedia and Document Collection [4 volumes]. Santa Bárbara: ABC-CLIO. ISBN 978-1-4408-5353-1
- Van Engeland, Alincée (2015). «Hamas». In:  Ross, Jeffrey Ian. Religion and Violence: An Encyclopedia of Faith and Conflict from Antiquity to the Present. Nova Iorque: Routledge. ISBN 978-1-317--46109-8
- Van Esveld, Bill (2009). «Rockets from Gaza: Harm to Civilians from Palestinian Armed Groups' Rocket Attacks». Human Rights Watch
- Vittori, Jodi (2011). Terrorist Financing and Resourcing. Nova Iorque: Palgrave Macmillan. ISBN 978-0-230-11771-6
- Weimann, Gabriel (2006). Terror on the internet. Internet Archive. Washington, D.C.: United States Institute of Peace Press
- Yousef, M.H. (2010). Son of Hamas. Carol Stream, IL: Tyndale House. p. 288. ISBN 978-1414333076
- Zanotti, Jim (2011). Hamas: Background and Issues for Congress (em inglês). Collingdale: DIANE Publishing
- Zartman, Jonathan (2020). Conflict in the Modern Middle East:An Encyclopedia of Civil War, Revolutions, and Regime Change. Santa Bárbara: ABC-CLIO. ISBN 9781440865039
- American Foreign Policy Council (2014). The World Almanac of Islamism: 2014. Lanham: Rowman & Littlefield Publishers. ISBN 978-1-4422-3144-3

### Artigos em jornais periódicos
- «Terrorism in Asymetrical Conflict: Ideological and Structural Aspects» (PDF). SIPRI Research Report (23): 9, 31, 157. 2008. Consultado em 24 de outubro de 2023. Arquivado do original (PDF) em 10 de março de 2016
- «Report of the independent international commission of inquiry on the protests in the Occupied Palestinian Territory» (PDF). Human Rights Council. Consultado em 27 de outubro de 2023
- Abu-Amr, Ziad (1993). «Hamas: A Historical and Political Background». Journal of Palestine Studies. 22 (4). JSTOR 2538077. doi:10.2307/2538077
- Alsoos, Imad (2021). «From jihad to resistance: the evolution of Hamas's discourse in the framework of mobilization». Middle Eastern Studies (em inglês) (5). ISSN 0026-3206. doi:10.1080/00263206.2021.1897006
- Atran, Scott; Axelrod, Robert (2008). «Reframing Sacred Values». Negotiation Journal (em inglês) (3). ISSN 0748-4526. doi:10.1111/j.1571-9979.2008.00182.x
- Benmelech, Efraim; Berrebi, Claude (2007). «Human Capital and the Productivity of Suicide Bombers». American Economic Association. Journal of Economic Perspectives. 21 (3). ISSN 0895-3309. doi:10.1257/jep.21.3.223
- Brym, R. J.; Araj, B. (2006). «Suicide Bombing as Strategy and Interaction: The Case of the Second Intifada». Oxford University Press (OUP). Social Forces. 84 (4). ISSN 0037-7732. doi:10.1353/sof.2006.0081
- Burton, Guy (2012). «Hamas and its Vision of Development». Third World Quarterly (3). ISSN 0143-6597. doi:10.1080/01436597.2012.657491
- Byman, Daniel (2010). «How to Handle Hamas: The Perils of Ignoring Gaza's Leadership». Foreign Affairs. 89 (5). JSTOR 20788644
- Clauset, Aaron;  et al. (março de 2010). «The strategic calculus of terrorism: Substitution and competition in the Israel-Palestine conflict». Cooperation and Conflict. 45 (1): 6–33. JSTOR 45084592. doi:10.1177/0010836709347113
- Cordesman, Anthony H. (2009). «The "Gaza War": A Strategic Analysis» (PDF). CSIS. Consultado em 27 de outubro de 2023. Arquivado do original (PDF) em 5 de agosto de 2010
- Faeq, Nasir; Jahnata, Diego (2020). «The Historical Antecedents of Hamas». International Journal of Social Science Research and Review (3). ISSN 2700-2497. doi:10.47814/ijssrr.v3i3.49
- Gunning, Jeroen (março de 2004). «Peace with Hamas? The Transforming Potential of Political Participation». Royal Institute of International Affairs. International Affairs (Royal Institute of International Affairs 1944–). 80 (2): 233–255. JSTOR 3569240
- Herzog, Michael (março–abril de 2006). «Can Hamas Be Tamed?». Foreign Affairs. 85 (2). JSTOR 20031913. doi:10.2307/20031913
- Hroub, Khaled (2006). «A "New Hamas" through Its New Documents». Journal of Palestine Studies. 35 (4). JSTOR 10.1525/jps.2006.35.4.6. doi:10.1525/jps.2006.35.4.6
- Klein, Menachem (verão de 2007). «Hamas in Power». Middle East Journal. 61 (3): 442–459. JSTOR 4330419. doi:10.3751/61.3.13
- Litvak, Meir (janeiro de 1998). «The Islamization of the Palestinian-Israeli Conflict: The Case of Hamas». Middle Eastern Studies. 34 (1): 148–163. JSTOR 4283922. doi:10.1080/00263209808701214
- Milton-Edwards, Beverley (2008). «The Ascendance of Political Islam: Hamas and Consolidation in the Gaza Strip». Third World Quarterly. 29 (8): 1585–1599. JSTOR 20455131. doi:10.1080/01436590802528739
- Mishal, Shaul (julho de 2003). «The Pragmatic Dimension of the Palestinian Hamas: A Network Perspective». Armed Forces & Society. 29 (4): 569–589
- Otterbeck, Jonas (2008). «Battling over the public sphere: Islamic reactions to the music of today». Contemporary Islam (em inglês) (3). ISSN 1872-0218. doi:10.1007/s11562-008-0062-y. Consultado em 23 de novembro de 2023
- Pape, Robert A. (27 de agosto de 2003). «The Strategic Logic of Suicide Terrorism» (PDF). American Political Science Review. 97 (3): 343–361. ISSN 1537-5943. doi:10.1017/S000305540300073X. hdl:1811/31746. Consultado em 27 de outubro de 2020
- Pressman, Jeremy (2006). «The Second Intifada: Background and Causes of the Israeli-Palestinian Conflict». Journal of Conflict Studies. 23 (2). ISSN 1715-5673. Consultado em 29 de outubro de 2020
- Tocci, Nathalie (2013). «The EU and the Middle East Quartet: A case of (in)effective multilateralism». Middle East Journal. 67 (1). ISSN 0026-3141. JSTOR 23361691. doi:10.3751/67.1.12
- Roy, Sara (1993). «Gaza: New Dynamics of Civic Disintegration». Journal of Palestine Studies. 22 (4). JSTOR 2538078. doi:10.2307/2538078
- Zweiri, Mahjoob (2006). «The Hamas Victory: Shifting Sands or Major Earthquake?». Third World Quarterly. 27 (4). JSTOR 4017731. doi:10.1080/01436590600720876
- Chen, Tianshe (17 de julho de 2018). «Support or Hostility: the Relationship between Arab Countries and Hamas». Journal of Middle Eastern and Islamic Studies (In Asia). 4 (2): 100–120. doi:10.1080/19370679.2010.12023158. Consultado em 29 de outubro de 2020

### Outros
- ABC (25 de abril de 2002). «Youths' Suicide Mission Stuns Palestinians». ABC News
- AFP (8 de abril de 2019). «Hamas West Bank leader given six-month detention without trial». Arab News
- Amayreh, Khaled (29 de janeiro de 2004). «Running out of time». Al-Ahram (675). Arquivado do original em 20 de janeiro de 2010
- Assi, Seraj (16 de dezembro de 2018). «Hamas Owes Its 'Palestine From the River to the Sea' Slogan to Zionism». Haaretz
- Barzak, Ibrahim (11 de junho de 2011). «Muhammad Hassan Shama, little-known Hamas founder». Boston Globe
- DW (7 de dezembro de 2018). «UN General Assembly rejects US resolution to condemn Hamas». Deutsche Welle
- «Hamas: The Organizations, Goals and Tactics of a Militant Palestinian Organization». CRS Issue Brief. 14 de outubro de 1993. Cópia arquivada em 6 de janeiro de 2006
- Dalloul, Motasem A. (14 de dezembro de 2017). «Interview with Dr Ibrahim Al-Yazouri, a founder of Hamas». Middle East Monitor
- «Blowback: How Israel Went From Helping Create Hamas to Bombing It». The Intercept. 19 de fevereiro de 2018. Consultado em 27 de outubro de 2020
- Higgins, Andrew (24 de janeiro de 2009). «How Israel Helped to Spawn Hamas». WSJ. Consultado em 27 de outubro de 2020. Cópia arquivada em 26 de setembro de 2009
- Hirst, David (1999). «Jordan curbs Hamas». The Guardian. Consultado em 28 de outubro de 2020
- Platt, Edward (2010). «For Arabs in Israel, a house is not a home». New Statesman. Consultado em 27 de outubro de 2020
- «The Hamas Way of Death». The New York Times. 16 de abril de 1993
- Rose, David (5 de março de 2008). «The Proof Is in the Paper Trail». Vanity Fair. Consultado em 1 de agosto de 2011